# Cool Japan

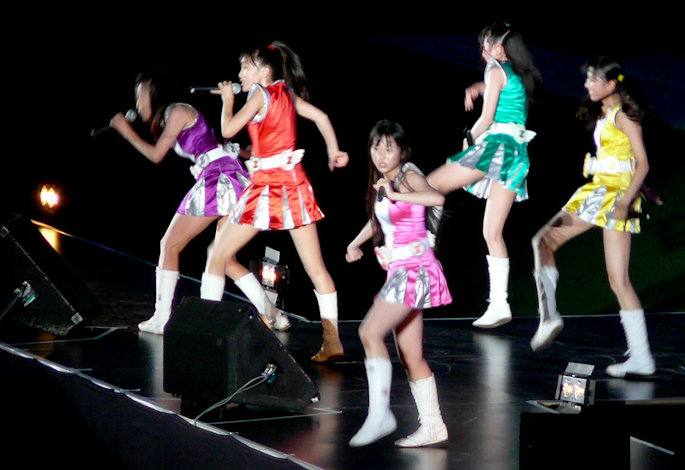
Momoiro Clover Z (J-pop)

Cool Japan (Nhật: クールジャパン (Nhật Bản thú vị) Hepburn: Kūru Japan) cùng với "Gross National Cool" (tổng thú vị quốc gia, hình thức chơi chữ của tổng sản lượng quốc gia) là một khái niệm như một biểu hiện cho sự trỗi dậy của Nhật Bản với vị thế một siêu cường quốc văn hoá. Được mở rộng trên các phương tiện truyền thông và giới học thuật, thương hiệu "Cool Japan" được chính phủ Nhật Bản thông qua cũng như các tổ chức thương mại tìm cách khai thác vốn thương nghiệp của công nghiệp văn hoá Nhật Bản. Nó được miêu tả như một hình thức của quyền lực mềm, "có khả năng gián tiếp ảnh hưởng đến hành vi và sở thích thông qua các phương tiện văn hoá hoặc ý thức hệ".

## Bối cảnh
Sau sự tàn phá của chiến tranh thế giới thứ hai, Nhật Bản hy vọng có thể cải thiện kinh tế và hình ảnh quốc gia bằng cách phân phối văn hóa đại chúng Nhật Bản trên khắp thế giới, đặc biệt qua Đông Á nhằm gia tăng danh tiếng và liên minh với các quốc gia láng giềng. Trái ngược với lịch sử hình thành một sức mạnh quân sự mạnh mẽ, Nhật Bản đi theo con đường tự thiết lập thành một sức mạnh quyền lực mềm, điều mà Nhật Bản tin rằng sẽ thay đổi nhận thức về hình ảnh quốc gia. Bắt đầu trong năm 1980 sau khi Bộ Ngoại giao (MOFA) thành lập, Nhật Bản bắt đầu tăng cường nỗ lực xây dựng thương hiệu quốc gia thông qua phát hành một tựa phim truyền hình dạng opera xà phòng là Oshin. Bộ phim được đón nhận tốt và điều này đem đến một sự thúc đẩy tức thì hình ảnh mà Nhật Bản đang cố gắng cải thiện. Thông qua sự thành công của Oshin và rất nhiều chương trình truyền hình khác, Nhật Bản đã giới thiệu ý tưởng "Cool Japan" nhằm khai thác thành công văn hóa đại chúng Nhật Bản và phân phối điều thú vị đó theo hướng nhận thức văn hóa quốc gia.
Matsui Takeshi tại đại học Hitotsubashi chỉ ra thập niên mất mát 'đã đè bẹp sự tự hào của người Nhật' sau phép màu kinh tế thập niên 1980, Nhật Bản đối mặt sự cạnh tranh gay gắt của Hoa Kỳ và một số nền kinh tế mới nổi như Hàn Quốc, Trung Quốc đầu thế kỷ 21 sau 'thất bại cay đắng' trong chiến tranh thương mại với Hoa Kỳ; các sản phẩm văn hóa Nhật Bản phổ biến tại Nhật Bản và trên toàn thế giới (Nintendo, PlayStation, Hello Kitty, Pokémon, Tamagotchi) làm hồi sinh sự tự hào của người Nhật. Nhà báo người Mỹ Douglas McGray ở lại Nhật Bản vào mùa xuân năm 2001 với tư cách một thành viên truyền thông của Japan Society, sau đó Douglas McGray đăng một bài viết gợi dẫn Nhật Bản về chính sách ngoại giao trên Foreign Policy vào mùa xuân 2002 và được dịch lại sang tiếng Nhật trên tạp chí văn học Chūōkōron trong số phát hành tháng 5 năm 2003. Trong bài viết năm 2002 trên Foreign Policy có tựa đề "Japan's Gross National Cool" [Tổng thú vị quốc gia của Nhật Bản], Douglas McGray viết về Nhật Bản "tái tạo siêu cường quốc" với vai trò ảnh hưởng văn hóa Nhật Bản được mở rộng ra khắp thế giới bất chấp những vấn đề kinh tế và chính trị của thập niên mất mát. Khảo sát văn hóa giới trẻ và vai trò của J-pop, manga, anime, thời trang, điện ảnh, điện tử, kiến trúc, ẩm thực và hiện tượng kawaii như Hello Kitty, Douglas McGray nêu bật vị thế quyền lực mềm của Nhật Bản và đặt ra câu hỏi về thông điệp mà Nhật Bản có thể xây dựng. Douglas McGray cũng lập luận rằng suy thoái kinh tế của Nhật Bản thậm chí có thể đã thúc đẩy thú vị quốc gia bởi tai tiếng thiên vị của cấp bậc xã hội cứng nhắc xưa cũ và con đường sự nghiệp kinh doanh lớn. Cool Japan được cho là một sự tán dương của Nhật Bản với chiến lược Cool Britannia thập niên 1990 tại Vương quốc Liên hiệp Anh và Bắc Ireland. 'National Cool' [thú vị quốc gia] là một loại quyền lực mềm được giáo sư Joseph Nye tại đại học Harvard ủng hộ bởi vì đóng góp vào các mục tiêu chính trị và kinh tế của quốc gia thông qua khả năng thu hút công chúng từ các quốc gia khác, bài viết của Douglas McGray cũng được nghiên cứu trong khóa học tiếng Nhật tại đại học Harvard. Một phiên bản mới của chủ nghĩa dân tộc Nhật Bản thể hiện trong phân tích 'Cool Japan' đó là Nhật Bản giống như một siêu cường quốc văn hóa bắt đầu được bàn luận rộng rãi trong một số tựa sách tiếng Nhật xuất bản (IT Revolution from Japan: Japan Cool Spreading over Asia năm 2004, Imitated Japan: From anime to cooking to fashion năm 2005, Japan's Pop Power: Real Image of Contents that Change the World năm 2006, Cool Japan: Japan That The World Wants to Buy năm 2006). Nhà phê bình văn hóa Azuma Hiroki chỉ ra rằng Douglas McGray thiếu chuyên môn trong các lĩnh vực liên quan đến Cool Japan, đồng thời lập luận phản đối quan điểm cho rằng sự trỗi dậy của Cool Japan bắt trước chiến lược thương hiệu quốc gia 'Cool Britannia' được xúc tiến bởi chính phủ Tony Blair tại Vương quốc Liên hiệp Anh và Bắc Ireland trong thập niên 1990.
Sức hút từ quy mô thị trường nội địa rộng lớn khiến nhiều công ty hướng về nội địa để tìm kiếm doanh thu an toàn nhưng khi nhu cầu thị trường nội địa giảm bởi sự suy giảm dân số Nhật Bản và các ngành công nghiệp truyền thống đã đạt đỉnh cũng như kinh tế các quốc gia thế giới ngày càng phát triển, 'chiến lược Cool Japan' nhằm tạo ra việc làm trong các ngành công nghiệp liên quan khi có được nhu cầu từ nước ngoài, 'chiến lược Cool Japan' sau đó được coi là một chính sách quốc gia của Nhật Bản. Cool Japan thường đề cập đến nội dung như văn hóa đại chúng Nhật Bản (điện ảnh, âm nhạc, manga, anime, văn học, kịch, video game) nhưng cũng có thể đề cập đến văn hóa cấp cao Nhật Bản ngày nay (văn hóa ẩm thực, thời trang, nghệ thuật đương đại, kiến trúc) hoặc có thể đề cập đến văn hóa truyền thống Nhật Bản (võ thuật bắt nguồn từ võ sĩ đạo Nhật Bản, ẩm thực Nhật Bản truyền thống, trà đạo, hoa đạo Ikebana, múa buyō, Yosegi). Ngoài ra, các ngành công nghiệp và sản phẩm Nhật Bản (như xe hơi, mô tô, thiết bị điện) có khả năng cạnh tranh trên thị trường toàn cầu được coi là 'Cool Japan', các sản phẩm từ những ngành công nghiệp vùng và doanh nghiệp nhỏ và vừa của Nhật Bản không có tính cạnh tranh thị trường tại nội địa Nhật Bản nhưng có sức hấp dẫn mở ra khả năng cạnh tranh quốc tế thông qua hỗ trợ của chính phủ Nhật Bản thì được định danh là 'Local Cool Japan' trong 'dự án hỗ trợ sản phẩm cho TPP đo lường thương hiệu JAPAN'. Trong mọi trường hợp, tất cả mọi thứ có thể 'thúc đẩy sự hấp dẫn của Nhật Bản và tạo ra việc làm trong các ngành công nghiệp liên quan khi có được nhu cầu từ nước ngoài' đều được định danh là Cool Japan. Trong công nghiệp nội dung (như anime, manga, video game), thâm hụt ngân sách của Nhật Bản dần được thu hẹp cùng với sự phổ biến ngày càng tăng của Cool Japan bởi phí bản quyền sở hữu trí tuệ xuất khẩu nội dung số lượng lớn ở nước ngoài. Cool Japan thành công trong kinh doanh nội địa như du lịch khi cán cân du lịch đạt thặng dư trong năm 2015 và Nhật Bản trở thành một quốc gia du lịch nhờ doanh thu lợi nhuận từ các chuyến tham quan của người nước ngoài.

## Thông qua
Cool Japan được xuất hiện trên các phương tiện truyền thông quốc tế, The New York Times đăng một hồi tưởng đánh giá "Year in Ideas: Pokémon Hegemon" [Năm của ý tưởng: Bá quyền Pokémon], ngày càng nhiều viên chức chính phủ có tư tưởng cải cách và các nhà lãnh đạo doanh nghiệp tại Nhật Bản bắt đầu đề cập đến "tổng thú vị quốc gia" và thực hiện khẩu hiệu không chính thức "Cool Japan". Trong một cuộc họp báo năm 2005, Bộ trưởng Ngoại giao đã gắn kết ý tưởng Cool Japan với khái niệm Tổng hạnh phúc quốc gia của Bhutan.
Cool Japan được xuất hiện nhiều hơn vào giữa thập niên 2000 khi NHK bắt đầu một chương trình dài kỳ Cool Japan Hakkutsu: Kakkoii Nippon! tính đến cuối năm 2009 đã đạt hơn 100 tập. Các sáng kiến học thuật bao gồm việc thành lập một dự án nghiên cứu Cool Japan tại Viện Công nghệ Massachusetts, trong khi một số trường đại học phương Tây đã báo cáo sự gia tăng số lượng ứng viên với các khóa học Nhật Bản học bởi hiệu ứng "cool". Nikkei Business Publications thành lập 'giải Cool Japan' vào năm 2004 để tôn vinh những người đóng góp cho xuất khẩu văn hóa Nhật Bản với vai trò một hạng mục mới của giải nhà sáng tạo Nhật Bản, đại học Meiji thành lập khoa 'Nhật Bản học toàn cầu' vào năm 2007 để nghiên cứu một cách khoa học về Cool Japan.
Sự thông qua Cool Japan cũng đã thúc đẩy những thay đổi trong nghiên cứu văn hóa. Kết quả từ sự mê hoặc của Cool Japan với văn hóa giới trẻ Nhật Bản và các trường nữ sinh, một làn sóng nghiên cứu mới gọi là 'con gái học' tập trung đặc biệt vào trải nghiệm của các cô gái và những người tâm hồn con gái. Từng là một chủ đề tâm lý học thanh thiếu niên hoặc chủ nghĩa nữ quyền trước đây, 'con gái học' xuất hiện từ Cool Japan bao gồm một phân tích liên ngành về văn hóa con gái.

## Chính sách quốc gia
Từ thập niên 1980, Nhật Bản trở thành nhà xuất khẩu văn hóa đại chúng quan trọng (anime, manga, video game), phim truyền hình Nhật Bản và thần tượng Nhật Bản được các quốc gia tại Đông Á mô phỏng lại như Hàn Quốc. Trước thập niên 2000, xuất khẩu văn hóa đại chúng Nhật Bản hoàn toàn thuộc khu vực tư nhân và không có sự xúc tiến của chính phủ Nhật Bản, chính phủ Nhật Bản khi đó ưu tiên xúc tiến văn hóa tại thị trường nội địa vì cho rằng xuất khẩu văn hóa không phải là một hình thức thương mại lợi nhuận cho kinh tế Nhật Bản. Theo Sugiura Tsutomu, xuất khẩu văn hóa Nhật Bản (truyền thông, bản quyền, xuất bản, thời trang, giải trí, hội họa) tăng từ 497 tỷ JP¥ năm 1992 lên gần 1,5 nghìn tỷ JP¥ năm 2002, tương ứng với giá trị tích lũy 10,5 nghìn tỷ JP¥ từ năm 1992 đến năm 2002. Sugiura Tsutomu ước tính xuất khẩu văn hóa đại chúng Nhật Bản (âm nhạc, video game, anime, điện ảnh, manga), sách, tạp chí, tranh vẽ, nghệ thuật, thủ công mỹ nghệ cũng như biểu diễn, sự kiện, bản quyền sáng chế, nhượng quyền thương mại, thanh toán bản quyền đạt 836 tỷ JP¥ năm 1996 và tăng lên gấp ba lần thành 2,5 nghìn tỷ JP¥ năm 2006; ngược lại xuất khẩu hàng hóa (phi văn hóa và văn hóa) trong thời gian tương ứng tăng 68% (44,7 nghìn tỷ JP¥ năm 1996 lên 75,2 nghìn tỷ JP¥ năm 2006) nhưng không đạt tốc độ cao so với tăng trưởng xuất khẩu văn hóa Nhật Bản. Trung tâm Giao lưu Văn hóa Nhật Bản công bố số lượng người nước ngoài học tiếng Nhật ở nước ngoài tăng từ 127.000 năm 1979 lên gần 4 triệu năm 2012 nhờ văn hóa đại chúng Nhật Bản (anime, manga, J-pop). Chính phủ Nhật Bản siết chặt vấn đề vi phạm bản quyền và nêu rõ trong các hiệp định thương mại tự do (FTA) ký kết giữa Nhật Bản và các quốc gia láng giềng châu Á, các chi nhánh Tổ chức Xúc tiến Mậu dịch Nhật Bản (JETRO) tại Đông Á và Đông Nam Á tổ chức các hội thảo thực thi chống vi phạm bản quyền dành cho thẩm phán và hải quan nước ngoài.
Chiến lược Cool Japan gồm hai mục tiêu là thúc đẩy xuất khẩu công nghiệp văn hóa Nhật Bản và giới thiệu hình ảnh Nhật Bản thân thiện ở nước ngoài. Các tác nhân chính phủ Nhật Bản liên quan đến Cool Japan gồm: Bộ Kinh tế, Thương mại và Công nghiệp (METI), Bộ Ngoại giao (MOFA), Bộ Nội vụ và Truyền thông (MIC), trụ sở chiến lược sở hữu trí tuệ (IPSH) thuộc Văn phòng Nội các, Bộ trưởng chiến lược Cool Japan, Cục Văn hóa thuộc Bộ Giáo dục, Văn hóa, Thể thao, Khoa học và Công nghệ (MEXT), Trung tâm Giao lưu Văn hóa Nhật Bản, Tổ chức Xúc tiến Mậu dịch Nhật Bản (JETRO), Cục Du lịch Nhật Bản (JTA) thuộc Bộ Đất đai, Hạ tầng, Giao thông và Du lịch (MLIT), J-LOP, J-LOP +, quỹ Cool Japan.
| Báo cáo nghiên cứu về công nghiệp nội dung của chính phủ Nhật Bản | Báo cáo nghiên cứu về công nghiệp nội dung của chính phủ Nhật Bản | Báo cáo nghiên cứu về công nghiệp nội dung của chính phủ Nhật Bản | Báo cáo nghiên cứu về công nghiệp nội dung của chính phủ Nhật Bản | Báo cáo nghiên cứu về công nghiệp nội dung của chính phủ Nhật Bản |
| Thập niên                                                         | Số lượng báo cáo nghiên cứu                                       | Số lượng báo cáo nghiên cứu                                       | Số lượng báo cáo nghiên cứu                                       | Số lượng báo cáo nghiên cứu                                       |
| Thập niên                                                         | Nội dung liên quan                                                | video game                                                        | anime                                                             | manga                                                             |
| ----------------------------------------------------------------- | ----------------------------------------------------------------- | ----------------------------------------------------------------- | ----------------------------------------------------------------- | ----------------------------------------------------------------- |
| 1980                                                              | 0                                                                 | 0                                                                 | 0                                                                 | 0                                                                 |
| 1990                                                              | 97                                                                | 17                                                                | 5                                                                 | 1                                                                 |
| 2000                                                              | 516                                                               | 43                                                                | 82                                                                | 37                                                                |

- 1994, thuật ngữ 'nội dung' được sử dụng lần đầu tiên trong một báo cáo của chính phủ Nhật Bản liên quan đến các chương trình phần mềm máy tính (bao gồm cả video game). Chính phủ Nhật Bản ban đầu cho rằng công nghiệp nội dung đề cập đến công nghiệp video game phổ biến toàn cầu, sau đó mở rộng thêm anime và manga.[38]
- 1997
  - Cục Văn hóa bắt đầu hỗ trợ triển lãm về manga, anime, video game và nghệ thuật truyền thông.[39]
- 1998
  - tháng 9, hải quan Hồng Kông thu giữ 200.000 video CD phim truyền hình Nhật Bản vi phạm bản quyền với tổng giá trị 250.000 US$ tại Vượng Giác. Đại diện một kênh truyền hình Nhật Bản thừa nhận thực tế rất nhiều video CD phim truyền hình Nhật Bản bị bán lậu.[40]
- 2000
  - 21 tháng 9, thủ tướng Nhật Bản Mori Yoshirō sử dụng từ 'nội dung' trong tài liệu chính phủ với bài phát biểu chính sách chung tại phiên họp thứ 150 của Quốc hội Nhật Bản, đề xuất một 'triển lãm internet' trực tuyến để kích thích sự phổ biến internet.[41][42]
  - tháng 11, sách trắng năm tài chính 2000 của Bộ Giáo dục, Văn hóa, Thể thao, Khoa học và Công nghệ (MEXT) thừa nhận anime và manga là một phần của văn hóa truyền thống Nhật Bản.[43]
- 2001
  - 6 tháng 1, theo Cải tổ Bộ Cục Trung ương 2001, Cục Chính sách Thông tin Thương mại thuộc Bộ Kinh tế, Thương mại và Công nghiệp thành lập phòng Công nghiệp Nội dung Truyền thông (phòng Nội dung Truyền thông).[44] Chính sách mục tiêu nhằm mở rộng thị trường công nghiệp nội dung ở nước ngoài và tạo việc làm trong thị trường lao động nội địa Nhật Bản. Cựu giám đốc phòng Công nghiệp Nội dung Truyền thông Hirozane Ikuro nói rằng các chính sách công nghiệp kinh diển của Bộ Kinh tế, Thương mại và Công nghiệp đã áp dụng cho lĩnh vực sản xuất chế tạo trong thập kỷ thứ 30 thuộc thời kỳ Chiêu Hòa (giai đoạn 1955 - 1965) có ảnh hưởng nền tảng đến việc nuôi dưỡng công nghiệp nội dung.[4] Bộ Kinh tế, Thương mại và Công nghiệp phát hành báo cáo 'điều kiện và vấn đề hiện tại của công nghiệp anime' để thể hiện sự hỗ trợ chính thức.[45]
- 2002
  - 4 tháng 2, thủ tướng Nhật Bản Koizumi Junichirō có bài phát biểu chính sách chung tại phiên họp Quốc hội Nhật Bản lần thứ 154 với tuyên bố chính phủ Nhật Bản tiến hành thực hiện chính sách 'quốc gia sở hữu trí tuệ' nhằm tăng khả năng cạnh tranh quốc tế của các ngành công nghiệp Nhật Bản thông qua việc thành lập hội nghị chiến lược sở hữu trí tuệ.[46]
  - 25 tháng 2, chính phủ Nhật Bản quyết định tổ chức hội nghị chiến lược sở hữu trí tuệ.[47]
  - 20 tháng 3, 'hội nghị chiến lược sở hữu trí tuệ' đầu tiên được tổ chức.[48]
  - 3 tháng 7, hội đồng chiến lược sở hữu trí tuệ đưa ra 'đề cương chiến lược sở hữu trí tuệ' hỗ trợ sáng tạo nội dung xuất sắc, khuyến khích bảo vệ và phân phối sáng tạo nội dung.[16][48] Theo đề cương, mục tiêu của chính phủ Nhật Bản là Nhật Bản trở thành 'một quốc gia dựa trên sở hữu trí tuệ' (kết nối sáng tạo trong một số lĩnh vực như công nghệ và văn hóa với sự phát triển của các ngành công nghiệp) nhằm khôi phục khả năng cạnh tranh của kinh tế Nhật Bản so với các quốc gia có chi phí lao động rẻ tại Đông Á và Đông Nam Á.[49]
  - 1 tháng 8, hiệp hội phân phối hải ngoại nội dung (CODA) được thành lập gồm các nhà cung cấp nội dung và các tổ chức liên quan đến bản quyền của Nhật Bản, mục tiêu chống vi phạm bản quyền và thúc đẩy phân phối hợp pháp nội dung Nhật Bản ra quốc tế; hiệp hội phân phối hải ngoại nội dung (CODA) được thành lập theo lời kêu gọi của Bộ Kinh tế, Thương mại và Công nghiệp và Cục Văn hóa.[50] CODA tiến hành một số hoạt động chống vi phạm bản quyền với sự hỗ trợ của cảnh sát nước ngoài tại Hồng Kông, Đài Loan và Trung Quốc từ tháng 1 năm 2005 đến tháng 2 năm 2008: 5.281 trường hợp vi phạm bản quyền được xác định, 1.575 vụ bắt giữ, hơn 4 triệu Video CD/DVD bị tịch thu.[51] Chủ tịch Sony Interactive Entertainment Tetsuhiko Yasuda thực hiện chiến lược chống vi phạm bản quyền bằng cách tạo ra các sản phẩm khó sao chép (PlayStation 3, đĩa Blu-ray).[52]
  - 4 tháng 12, đạo luật cơ bản sở hữu trí tuệ được ban hành.[48]
  - 14 tháng 12, kế hoạch cơ bản 2002 về 'quản lý kinh tế, tài chính và cải cách cơ cấu' trong cuộc họp nội các đã kêu gọi Bộ Đất đai, Hạ tầng, Giao thông và Du lịch (MLIT) gia tăng khách du lịch nội địa. Bộ Đất đai, Hạ tầng, Giao thông và Du lịch phát triển 'chiến lược du lịch toàn cầu' để quảng bá 'chiến dịch Visit Japan' thông qua truyền thông đại chúng khi quyết định bổ nhiệm nữ ca sĩ Puffy AmiYumi làm đại sứ thiện chí tại Hoa Kỳ năm 2005.[4][53]
- 2003
  - 16 tháng 1, 'hội nghị chiến lược sở hữu trí tuệ' lần thứ tám được tổ chức.[48]
  - 31 tháng 1, thủ tướng Nhật Bản Koizumi Junichirō có bài phát biểu chính sách chung tại phiên họp Quốc hội Nhật Bản lần thứ 156 hoan nghênh 'chất lượng nghệ thuật của phim hoạt hình (Sen và Chihiro ở thế giới thần bí) được ca ngợi trên toàn thế giới, được công nhận Gấu Vàng cho phim hay nhất của Liên hoan phim quốc tế Berlin lần thứ 52 và giải phim hoạt hình hay nhất của Hội phê bình phim New York'.[54]
  - 1 tháng 3, trụ sở chiến lược sở hữu trí tuệ được Văn phòng Nội các thành lập,[4][16][47] đạo luật cơ bản sở hữu trí tuệ chính thức có hiệu lực.[4] Trụ sở chiến lược sở hữu trí tuệ chịu trách nhiệm điều phối ngân sách, phân tích và điều chỉnh chính sách liên quan đến thúc đẩy công nghiệp nội dung của các bộ thuộc chính phủ Nhật Bản; hòa giải xung đột giữa các bộ trong các chính sách thúc đẩy công nghiệp văn hóa Nhật Bản.[55]
  - tháng 3, Tổ chức Xúc tiến Mậu dịch Nhật Bản (JETRO) thuộc Bộ Kinh tế, Thương mại và Công nghiệp công bố nghiên cứu xuất khẩu công nghiệp nội dung đầu tiên 'điều kiện thực tế và triển vọng của thị trường anime tại Hoa Kỳ'.[4][56] Các báo cáo về xuất khẩu công nghiệp nội dung của Tổ chức Xúc tiến Mậu dịch Nhật Bản sau này tiếp mở rộng tại nhiều quốc gia và khu vực khác nhau ở châu Á, châu Âu, Nam Mỹ.[4]
  - 1 tháng 4
    - thành lập 'phòng xúc tiến chiến lược sở hữu trí tuệ' tại Văn phòng Nội các.
    - thành lập trụ sở 'chiến dịch Visit Japan'.

  - 24 tháng 4, 'nhóm nghiên cứu chiến lược quốc tế về công nghiệp nội dung' đầu tiên được tổ chức.[57]
  - 8 tháng 7, trụ sở chiến lược sở hữu trí tuệ xây dựng chương trình chiến lược 'sáng tạo, sản xuất, sử dụng tài sản sở hữu trí tuệ',[58] một cuộc họp nghiên cứu chuyên ngành về chính sách được thành lập.[59]
  - 15 tháng 7, phòng Công nghiệp Nội dung Truyền thông thuộc Bộ Kinh tế, Thương mại và Công nghiệp thành lập 'nhóm nghiên cứu chiến lược quốc tế công nghiệp nội dung' với các hướng dẫn tạm thời nhằm thúc đẩy công nghiệp nội dung trở thành ngành công nghiệp mới dẫn dắt kinh tế Nhật Bản, góp phần nâng cao giá trị thương hiệu quốc gia trong khía cạnh văn hóa và kinh tế.[60]
  - 12 tháng 10, sự hiện hàng năm hội nghị thượng đỉnh cosplay thế giới được Aichi Television Broadcasting tổ chức lần đầu tiên tại Nagoya với sự hỗ trợ từ Bộ Ngoại giao.[4]
  - Keidanren tổ chức 'hội nghị khu vực công nghiệp nội dung giải trí' năm 2003 và đệ trình báo cáo 'hướng đến xúc tiến công nghiệp nội dung giải trí' tới chính phủ Nhật Bản, báo cáo của Keidanren được đề cập trong báo cáo của phòng Công nghiệp Nội dung Truyền thông vào ngày 17 tháng 2 năm 2005.[4][61]
  - Trung tâm trao đổi quốc tế Nhật Bản (JCIE) thuộc Bộ Ngoại giao xuất bản báo cáo năm 2003 'ngoại giao trong một kỷ nguyên mới và vai trò mới của trao đổi quốc tế: hướng tới sự tham gia của Nhật Bản trong hệ thống quan điểm toàn cầu' là một trong những tài liệu chính phủ đầu tiên trích dẫn bài viết của Douglas McGray trên Foreign Policy. Báo cáo nhận định cốt lõi hình ảnh quốc gia Nhật Bản rất quan trọng đối với nền kinh tế và các hệ thống xã hội, đề xuất Nhật Bản cần xây dựng và quảng bá một hình ảnh quốc gia mới bằng cách sử dụng các sản phẩm văn hóa của Cool Japan.[4]
  - 1 tháng 10, pháp nhân đặc biệt Hiệp hội Xúc tiến Du lịch Quốc tế thuộc thẩm quyền quản lý của Bộ Đất đai, Hạ tầng, Giao thông và Du lịch (Cục Du lịch Nhật Bản quản lý) đã trở thành một cơ quan hành chính độc lập và trở thành Cơ quan Du lịch Quốc tế (thường gọi là Cơ quan Xúc tiến Du lịch Nhật Bản).
- 2004
  - 19 tháng 1, thủ tướng Nhật Bản Koizumi Junichirō có bài phát biểu chính sách chung tại phiên họp Quốc hội Nhật Bản lần thứ 159 với cam kết nuôi dưỡng công nghiệp nội dung, đề cập đến thúc đẩy thương mại sở hữu trí tuệ (như anime, manga, video game), phát triển quốc gia giàu mạnh bằng cách tận dụng văn hóa và nghệ thuật.[62]
  - 27 tháng 4, trụ sở chiến lược sở hữu trí tuệ phát hành 'chính sách xúc tiến thương mại nội dung: chiến lược quốc gia trong kỷ nguyên quyền lực mềm' nêu bật công nghiệp nội dung giữ vai trò trụ cột của chiến lược quốc gia bởi quy mô thị trường, tác động kinh tế đối với các ngành công nghiệp khác và quyền lực mềm mạnh mẽ.[4][63] Báo cáo nhấn mạnh công nghiệp nội dung Nhật Bản dù đạt 11 nghìn tỷ JP¥ năm 2004 nhưng chỉ chiếm 2% GDP Nhật Bản so với 5% tại Hoa Kỳ và 3% của trung bình quốc tế.[63]
  - 27 tháng 5, trụ sở chiến lược sở hữu trí tuệ kêu gọi các phái bộ ngoại giao Nhật Bản, Tổ chức Xúc tiến Mậu dịch Nhật Bản (JETRO), Trung tâm Giao lưu Văn hóa Nhật Bản hỗ trợ phổ biến văn hóa đại chúng Nhật Bản ở nước ngoài, tập trung vào công nghiệp nội dung được thông qua trong 'kế hoạch xúc tiến sở hữu trí tuệ 2004' gồm công nghệ, thiết kế, thương hiệu và các sản phẩm nội dung (anime, manga, âm nhạc, điện ảnh, video game).[64]
  - Cục Văn hóa tổ chức 'hội thảo chuyên đề phân phối nội dung' bắt đầu từ năm 2004, một sự kiện hàng năm để thảo luận về hệ thống phân phối và hợp đồng sở hữu trí tuệ.[4]
  - 4 tháng 6, 'Đạo luật Xúc tiến sáng tạo, Bảo vệ và Sử dụng nội dung' được ban hành[16] (một số tên gọi khác là 'luật Xúc tiến Nội dung', 'luật Xúc tiến Công nghiệp Nội dung', 'luật Chấn hưng hóa Nội dung'). Thuật ngữ 'nội dung' theo đạo luật bao gồm anime, âm nhạc, video game, manga, phim truyền hình, điện ảnh.[65] Sau khi đạo luật được ban hành, Bộ Ngoại giao (MOFA), Bộ Nông nghiệp, Lâm nghiệp và Thủy sản (MAFF), Bộ Đất đai, Hạ tầng, Giao thông và Du lịch (MLIT), Bộ Y tế, Lao động và Phúc lợi (MHLW), Tổ chức Xúc tiến Mậu dịch Nhật Bản (JETRO), Trung tâm Giao lưu Văn hóa Nhật Bản tham gia thực hiện Cool Japan cùng với Văn phòng Nội các, Bộ Kinh tế, Thương mại và Công nghiệp (METI), Cục Văn hóa, Bộ Nội vụ và Truyền thông (MIC). Ngân sách trụ sở chiến lược sở hữu trí tuệ thời kỳ Nội các Koizumi tăng đều đặn từ 115,7 tỷ JP¥ năm 2004 lên 122,8 tỷJP¥ năm 2008 nhưng sau đó ngân sách giảm mạnh khi đảng Dân chủ (DPJ) nắm quyền năm 2009.[38]
  - Gonzo, Japan Digital Content, Rakuten Securities và JET Securitie tạo ra quỹ anime đầu tiên để giải quyết vấn đề tài chính.[66]
- 2005
  - trụ sở chiến lược sở hữu trí tuệ công bố bổ sung quyền lực mềm thông qua thời trang và ẩm thực Nhật Bản.[4]
  - 17 tháng 2, Bộ Kinh tế, Thương mại và Công nghiệp công bố báo cáo xúc tiến công nghiệp nội dung qua hai chính sách: bảo vệ sở hữu trí tuệ và thúc đẩy thương mại cấp phép ở thị trường nước ngoài.[4][61]
  - tháng 6, Japan Digital Content và Tổ chức doanh nghiệp vừa và nhỏ và đổi mới khu vực (một cơ quan chính phủ độc lập) tài trợ một quỹ mạo hiểm trị giá 500 triệu JP¥ dành cho sản xuất nội dung.[66]
- 2006
  - 2 tháng 2, Bộ Đất đai, Hạ tầng, Giao thông và Du lịch lập ngân sách 67 triệu JP¥ để thực hiện 'nghiên cứu về tái tạo sinh khí vùng thông qua trao đổi du lịch quốc tế bằng cách sử dụng anime Nhật Bản' cùng với sự tham gia của Bộ Giáo dục, Văn hóa, Thể thao, Khoa học và Công nghệ. Ý tưởng cơ bản là thu hút khách du lịch nội địa với anime nổi tiếng toàn cầu.[67]
  - 28 tháng 4, Bộ trưởng Ngoại giao Asō Tarō có bài phát biểu tựa đề 'một cách nhìn mới về ngoại giao văn hóa: một lời kêu gọi các nhà văn hóa của Nhật Bản' với sự ca ngợi về văn hóa truyền thống rực rỡ (Nō, Bunraku, trà đạo, Ikebana) và sức hấp dẫn của văn hóa đại chúng Nhật Bản (anime, manga, âm nhạc, thời trang). Giải manga quốc tế được Bộ Ngoại giao tổ chức từ năm 2006 là giải thưởng hàng năm nhằm tôn vinh những tác giả manga không phải người Nhật quảng bá manga tại nước ngoài.[68]
- 2007
  - 1 tháng 1, 'luật cơ bản xúc tiến quốc gia du lịch' chính thức có hiệu lực, chính phủ Nhật Bản coi du lịch là một trong những trụ cột của chính sách trong thế kỷ 21 với mục tiêu xúc tiến 'quốc gia du lịch' toàn diện.[69]
  - 16 tháng 5, thủ tướng Nhật Bản Abe Shinzō ủng hộ 'sáng kiến cửa ngõ châu Á năm 2007' với một trong những mục tiêu là 'tạo ra một quốc gia tươi đẹp' có sức hấp dẫn, đáng tin cậy và được tôn trọng.[70] Phần phụ lục 'chiến lược công nghiệp văn hóa Nhật Bản' cho rằng Nhật Bản cần xúc tiến sức hấp dẫn đến thế giới thông qua văn hóa đại chúng Nhật Bản bao gồm lối sống và các giá trị tạo ra văn hóa.[71]
  - 31 tháng 5, trụ sở chiến lược sở hữu trí tuệ công bố báo cáo đề xuất thúc đẩy xuất khẩu nội dung Nhật Bản, lập pháp bảo vệ sở hữu trí tuệ, phát triển nguồn nhân lực và công nghệ, hỗ trợ tài chính cho sản xuất nội dung.[72]
  - 19 tháng 12, 'nhóm nghiên cứu chiến lược toàn cầu' thành lập năm 2006 (tiếp nối 'nhóm nghiên cứu chiến lược quốc tế công nghiệp nội dung' năm 2003) thuộc Cục Chính sách Thông tin Thương mại của Bộ Kinh tế, Thương mại và Công nghiệp xuất bản 'báo cáo cuối cùng chiến lược toàn cầu nội dung' đề xuất phương hướng cho công nghiệp nội dung Nhật Bản đạt phạm vi toàn cầu.[73]
  - Liên hoan nội dung quốc tế Nhật Bản (Japan International Contents Festival, CoFesta) do Bộ Kinh tế, Thương mại và Công nghiệp tổ chức hàng năm bắt đầu từ năm 2007. CoFesta là một liên hoan nội dung toàn diện kéo dài một tháng với video game, anime, manga, nhân vật, phát sóng, âm nhạc, điện ảnh, thời trang và thiết kế; các sự kiện lớn khác (liên hoan phim quốc tế Tokyo, Tokyo Game Show, tuần lễ thời trang Nhật Bản) được kết hợp trong CoFesta.[4] Uỷ ban điều hành của CoFest thường gồm có Bộ Kinh tế, Thương mại và Công nghiệp, Bộ ngoại giao, Bộ Nội vụ và Truyền thông, Cục Văn hóa, Tổ chức Xúc tiến Mậu dịch Nhật Bản, Cục Du lịch Nhật Bản, trụ sở chiến lược sở hữu trí tuệ, Cơ quan Xúc tiến Du lịch Nhật Bản (JNTO).[74]
- 2008
  - 19 tháng 3, Bộ trưởng Ngoại giao Kōmura Masahiko bổ nhiệm nhân vật Doraemon là đại sứ anime.[75][76]
  - 15 tháng 9, phá sản của anh em nhà Lehman xảy ra, khủng hoảng tài chính toàn cầu 2007-2008 ngày càng nghiêm trọng.
- 2009
  - 12 tháng 3, Bộ ngoại giao bổ nhiệm ba cô gái làm đại sứ kawaii. Mỗi cô gái mặc một phong cách thời trang dễ thương khác nhau gồm lolita, harajuku, nữ sinh.[4][77] Mục tiêu của ba đại sứ kawaii là 'truyền tải các xu hướng mới của văn hóa đại chúng Nhật Bản trong lĩnh vực thời trang đến phần còn lại của thế giới, thúc đẩy sự hiểu biết về Nhật Bản bằng các dự án văn hóa phụng sự của các đại sứ kawaii do đại sứ quán Nhật Bản và Trung tâm Giao lưu Văn hóa Nhật Bản tổ chức'.[78]
  - 9 tháng 4, thủ tướng Nhật Bản Asō Tarō tuyên bố ba trụ cột 'chiến lược phát triển tương lai' của kinh tế Nhật Bản: dẫn đầu thế giới về cách mạng phát thải cacbon mức thấp, một xã hội trường thọ khỏe mạnh, thúc đẩy sự hấp dẫn của Nhật Bản (điểm đến du lịch hấp dẫn, mở rộng quyền lực mềm Cool Japan).[79]
  - 30 tháng 12, Văn phòng Nội các xuất bản 'chiến lược tăng trưởng mới' sau chiến thắng của Đảng Dân chủ (DPJ) trong tuyển cử Chúng Nghị viện với 6 lĩnh vực chiến lược kích thích kinh tế Nhật Bản: môi trường và năng lượng, y tế, du lịch và phục hồi địa phương, thị trường châu Á, khoa học và công nghệ, việc làm và nguồn nhân lực.[80]
- 2010
  - tháng 4, Cục Du lịch Nhật Bản liên kết với Bộ Đất đai, Hạ tầng, Giao thông và Du lịch khởi xướng chiến dịch 'Japan. Endless Discovery' với biểu trưng gồm mặt trời mọc màu đỏ và hoa anh đào,[81][82] đại sứ dự án là nhóm nhạc thần tượng Nhật Bản Arashi thực hiện các chuyến thăm đến những khu vực khác nhau ở Nhật Bản để tái khám phá đất nước và giới thiệu các sản phẩm địa phương.[82]
  - 3 tháng 6, Bộ Kinh tế, Thương mại và Công nghiệp xuất bản báo cáo 'tầm nhìn cấu trúc công nghiệp 2010' đề xuất tập trung vào 5 ngành công nghiệp chiến lược: hệ thống hạ tầng/xuất khẩu, công nghiệp năng lượng/môi trường, công nghiệp văn hóa, y tế/chăm sóc sức khỏe, công nghệ cao (robot, máy bay, kỹ thuật hàng không vũ trụ, siêu dẫn nhiệt độ cao, công nghệ nano, hóa học chức năng, dược phẩm sinh học, sợi carbon, công nghệ thông tin, kim loại quý). Xuất khẩu công nghiệp nội dung Nhật Bản năm 2010 chiếm 1,9% GDP và thấp khi so với xuất khẩu văn hóa của Hoa Kỳ đạt 17,8% GDP, báo cáo khuyến nghị thành lập 'quỹ phát triển hải ngoại nội dung' để khai thác triệt để tiềm năng doanh thu công nghiệp nội dung Nhật Bản ở nước ngoài.[83]
  - 8 tháng 6, 'phòng Cool Japan' được khai trương tại Cục Công nghiệp chế tạo thuộc Bộ Kinh tế, Thương mại và Công nghiệp.[84]
  - 18 tháng 6, Nội các Kan quyết định xuất bản 'chiến lược tăng trưởng mới' và 'triển khai hải ngoại Cool Japan' (âm nhạc, du lịch, nội dung, thời trang, văn hóa truyền thống, ẩm thực, thiết kế) trở thành một trong 21 dự án đại chiến lược của Nhật Bản.[16][17]
  - 19 tháng 11, 'hội nghị chuyên gia công-tư Cool Japan' được tổ chức lần đầu tiên.[85]
- 2011
  - 11 tháng 3, động đất và sóng thần Tōhoku 2011 xảy ra.[82]
  - 17 tháng 3, trụ sở chiến lược sở hữu trí tuệ xuất bản 'kế hoạch hành động xúc tiến Cool Japan' với hai mục tiêu: tái tạo kinh tế Nhật Bản thông qua hiệu ứng gợn sóng nhờ sự phổ biến các sản phẩm Cool Japan, gia tăng quyền lực mềm của Nhật Bản ở nước ngoài. Chính phủ Nhật Bản đặt mục tiêu nâng quy mô thị trường các ngành công nghiệp liên quan đến Cool Japan (video game, manga, anime, thời trang, ẩm thực, thủ công, thiết kế, robot, sản phẩm công nghệ cao) từ 4,5 nghìn tỷ JP¥ năm 2009 lên 17 nghìn tỷ JP¥ năm 2020.[86]
  - 12 tháng 5, 'hội nghị chuyên gia công-tư Cool Japan' đưa ra một đề xuất mang tên ''sáng tạo của Nhật Bản mới' kết nối công nghiệp văn hóa 'Nhật Bản và hải ngoại''.[87] Theo đề xuất, cần khẩn cấp xua tan những thiệt hại tai tiếng do động đất gây ra và khôi phục lại niềm tin các nhãn hiệu Nhật Bản thông qua cách tiếp cận chính:
    1. Tái khám phá và gửi đi nhiều thứ và nội dung hiện có ở các vùng khác nhau thuộc Nhật Bản
    2. Xuất khẩu chúng
    3. Kết nối thu hút khách du lịch.[88]

  - 10 tháng 6, "Futur en Seine" (23 tháng 6 - 26 tháng 6) tổ chức cùng năm tại Paris ở Pháp với vai trò là phần giải ngân đầu tiên của dự án xúc tiến chiến lược Cool Japan; Bộ Kinh tế, Thương mại và Công nghiệp tuyên bố dự án hỗ trợ phát triển thị trường nước ngoài "Village Japon" sẽ được ra mắt tại Japan Expo (30 tháng 6 - 3 tháng 7).[88]
  - 1 tháng 7, Bộ Kinh tế, Thương mại và Công nghiệp thực hiện một số cải tổ tổ chức: Cục Chính sách Thông tin Thương mại thành lập 'phòng Công nghiệp sáng tạo văn hóa đời sống' (phòng Công nghiệp sáng tạo) bắt nguồn từ sự hợp nhất của phòng Cool Japan, phòng Chính sách hệ thống và Thiết kế sinh hoạt dân sinh, phòng Chính sách thời trang. Cục Văn hóa và phòng Công nghiệp Nội dung Truyền thông tiếp tục hoạt động độc lập, cả hai cơ quan cùng xúc tiến Cool Japan.[89]
  - 13 tháng 9, 'văn phòng xúc tiến chiến lược sở hữu trí tuệ' công bố thông điệp biểu trưng mới của Cool Japan là 'JAPAN NEXT' (thiết kế bởi Satou Kashiwa), thủ tướng Noda Yoshihiko đưa ra quyết định cuối cùng từ tất cả 99 bản phác thảo thiết kế chào bán công khai.[90] Ngoài ra, một nhãn hiệu biểu trưng thống nhất là 'Japan. Cool Japan.' được thiết kế bởi Văn phòng Nội các với họa tiết hoa anh đào, 'Japan. Cool Japan.' được sử dụng như là nhãn hiệu biểu trưng thống nhất khi truyền tải Cool Japan ra nước ngoài (nếu khu vực tư nhân muốn sử dụng biểu trưng, cần đăng ký với 'văn phòng xúc tiến chiến lược sở hữu trí tuệ' của Văn phòng Nội các).[91]
  - 31 tháng 10, tỷ giá JP¥ tăng mức cao nhất sau chiến tranh thế giới thứ hai là 75,32 JP¥/ 1 US$ tại một thời điểm trên thị trường đồng yên Nhật.

|                    | Video game | Mỹ phẩm | Thời trang | Điện ảnh | Âm nhạc | Sách  | Tạp chí | Bản quyền | Du lịch  |
| ------------------ | ---------- | ------- | ---------- | -------- | ------- | ----- | ------- | --------- | -------- |
| Xuất khẩu          | 293        | 129,2   | 37,6       | 4,6      | 2,2     | 7,3   | 4,3     | 131,7     | 875,2    |
| Nhập khẩu          | 2,1        | 167,4   | 1.851,6    | 40,8     | 24      | 21,7  | 7,2     | 700,7     | 2.171,6  |
| Cán cân thương mại | 290,9      | -38,2   | -1,814     | -36,2    | -21,8   | -14,4 | -2,9    | -569      | -1.296,3 |

- 2012
  - 1 tháng 3, trụ sở chiến lược sở hữu trí tuệ thuộc Văn phòng Nội các công bố tổ chức sự kiện chiến dịch JAPAN NEXT tại nhiều quốc gia và vùng lãnh thổ (Hoa Kỳ, Trung Quốc, Nga, Pháp, Hàn Quốc, Úc, Thái Lan, Ấn Độ, Hồng Kông, Singapore, Đức, Iceland, Thụy Sĩ, Áo, Ý, Hà Lan, Vương quốc Liên hiệp Anh và Iceland) để bày tỏ lòng biết ơn của Nhật Bản đối với thế giới vì đã hỗ trợ tái thiết sau động đất và sóng thần Tōhoku 2011.[93]
  - tháng 3, 'lễ kỷ niệm 100 năm tặng hoa anh đào Nhật Bản - Hoa Kỳ' được tổ chức vào lễ hội hoa anh đào Hoa Kỳ lần thứ 52 tại Washington, D.C.[94] Dự án phổ biến văn hóa Nhật Bản được tổ chức cùng thời gian tại sự kiện lễ hội hoa anh đào Hoa Kỳ lần thứ 52 gồm: buổi biểu diễn trực tiếp của dàn nhạc Jazz đại học Tohoku,[95] buổi biểu diễn trực tiếp của 'sứ giả Cool Japan' ca sĩ Misia theo thỉnh cầu của Văn phòng Nội các,[96] một buổi hòa nhạc miễn phí của AKB48 đã được tổ chức trong vai trò như một dự án phổ biến văn hóa đại chúng Nhật Bản đương đại.[97]
  - 1 tháng 9, Bộ Kinh tế, Thương mại và Công nghiệp xuất bản 'chiến lược Cool Japan' công bố quy mô xuất khẩu công nghiệp sáng tạo Nhật Bản đạt 2,3 nghìn tỷ JP¥ năm 2012, mong muốn quy mô xuất khẩu công nghiệp sáng tạo Nhật Bản ra  thị trường toàn cầu đạt 8 nghìn tỷ JP¥ đến 11 nghìn tỷ JP¥ năm 2020. Mục tiêu hình thành cộng đồng người hâm mộ nước ngoài nhờ hiệu quả xúc tiến nội dung Nhật Bản và thúc đẩy họ trở thành khách du lịch đến tham quan Nhật Bản.[98]
  - 15 tháng 11, ngay sau khi giải tán Chúng Nghị viện, Nikkei 225 tăng và JP¥ sụt giá bởi sự nắm quyền trở lại của Đảng Dân chủ Tự do với các biện pháp khắc phục giảm phát và nới lỏng định lượng (Abenomics).[99]
  - 26 tháng 12, Nội các Abe lần 2 ra mắt, Bộ trưởng Nội các Đặc trách Inada Tomomi trở thành 'Bộ trưởng chiến lược Cool Japan' đầu tiên.
- 2013
  - Hội đồng xúc tiến Cool Japan lần đầu được tổ chức vào ngày 4 tháng 3 với sự góp mặt của thủ tướng Nhật Bản Abe Shinzō và 'bộ trưởng chiến lược Cool Japan' Inada Tomomi;[100] 'bộ trưởng chiến lược Cool Japan' Inada Tomomi chủ trì lần hai vào ngày 3 tháng 4,[101] lần ba vào ngày 30 tháng 4,[102] lần bốn vào ngày 28 tháng 5.[103]
  - Tiểu ban về văn hóa đại chúng họp tại Văn phòng Nội các lần đầu vào ngày 9 tháng 4[104] và lần hai vào ngày 25 tháng 4.[105]
  - 12 tháng 6, Tham Nghị viện phê duyệt quỹ Cool Japan trị giá 20 triệu US$ hoạt động trong 20 năm do Bộ Kinh tế, Thương mại và Công nghiệp giám sát và liên kết với các nhà đầu tư tư nhân để hướng tới mục tiêu quỹ đạt giá trị 600 triệu US$; chiến dịch nhằm quảng bá anime, manga, phim ảnh, thiết kế, thời trang, ẩm thực và du lịch Nhật Bản với nước ngoài.[106]
  - 22 tháng 6, núi Phú Sĩ - Đối tượng tín ngưỡng và nguồn gốc nghệ thuật đã được đăng ký là một di sản thế giới UNESCO (di sản văn hóa).
  - 7 tháng 9, Thế vận hội Mùa hè 2020 và Paralympic Mùa hè 2020 sẽ được tổ chức tại Nhật Bản.
  - 22 tháng 9, 'Tokyo Crazy Kawaii Paris' (được tài trợ bởi các ủy ban điều hành của các công ty Nhật Bản như Dentsu, Dai Nippon Printing) nhấn mạnh vào văn hóa chính (thời trang, âm nhạc, người sành ăn) và tiểu văn hóa (anime và video game, manga, hàng hóa nhân vật); 'bộ trưởng chiến lược Cool Japan' Inada Tomomi đã xuất hiện trong trang phục thời trang lolita để quảng bá văn hóa Nhật Bản.[107][108]
  - 13 tháng 10, Bộ Kinh tế, Thương mại và Công nghiệp xuất bản ấn phẩm "Roots of Japan — Unearthing the Cultural Matrix of Japan" nói về 'Nhật Bản sáng tạo' như một bước tiến của Cool Japan, làm rõ các khái niệm từ lâu đời được truyền lại về mặt lịch sử và văn hóa.[109][110]
  - 18 tháng 10, Nhật Bản tổ chức 'tuần lễ thời trang Tokyo' hai năm một lần với vai trò chính của chiến lược Cool Japan. Phó giám đốc phòng công nghiệp sáng tạo thuộc Bộ Kinh tế, Thương mại và Công nghiệp cho biết 'hình ảnh Cool Japan là anime và manga nhưng cái chúng tôi muốn là bán đồ và các dịch vụ. Điều thực sự dễ tiếp cận nhất theo nghĩa này là thời trang và thiết kế nội thất, nhu cầu của cuộc sống'.[111]
  - 22 tháng 10, 'ẩm thực Nhật Bản: văn hóa ẩm thực truyền thống của Nhật Bản' được khuyến khích đăng ký kiệt tác di sản truyền khẩu và phi vật thể của nhân loại UNESCO (đăng ký ngày 4 tháng 12 cùng năm).[112]
  - 25 tháng 11, quỹ công - tư 'tổ chức hỗ trợ khai thác nhu cầu hải ngoại' (quỹ Cool Japan) được thành lập.[113]
  - 14 tháng 12, 'hội nghị xúc tiến Cool Japan' được tổ chức tại thành phố Kyōto thuộc Kyōto do 'bộ trưởng chiến lược Cool Japan' Inada Tomomi chủ trì.[114]
- 2014
  - 22 tháng 3, 'hội nghị xúc tiến Cool Japan' được tổ chức tại thành phố Matsuyama thuộc Ehime do thứ trưởng Văn phòng Nội các Gotoda Masazumi chủ trì.[115]
  - tháng 4, Liên đoàn Nhà sản xuất âm nhạc Nhật Bản (FMPJ) hợp tác với Dentsu thành lập một liên doanh xuất khẩu âm nhạc 'Japan Night'.[116]
  - 'Bộ trưởng chiến lược Cool Japan' Inada Tomomi chủ trì 'hội nghị xúc tiến phong trào Cool Japan' lần đầu tiên vào 21 tháng 4,[117] lần hai vào ngày 28 tháng 5,[118] lần ba vào ngày 27 tháng 6,[119] lần bốn vào ngày 31 tháng 7.[120]
  - 7 háng 6, 'hội nghị xúc tiến Cool Japan' được tổ chức tại thành phố Kaga thuộc Isikawa do 'bộ trưởng chiến lược Cool Japan' Inada Tomomi chủ trì.[121]
  - 28 tháng 7, Bộ Kinh tế, Thương mại và Công nghiệp thực hiện chiến dịch "Manga-Anime Guardians Project", xóa bỏ 580 tác phẩm vi phạm bản quyền trong 5 tháng và ra mắt website bản quyền "Manga-Anime here" phục vụ người dùng miễn phí.[122]
  - 26 tháng 8, 'đề xuất Cool Japan' được đề xuất tại 'hội nghị xúc tiến phong trào Cool Japan' lần thứ năm;[123][124] Bộ trưởng Nội các Đặc trách Inada Tomomi tuyên bố sứ mệnh của Cool Japan là "Nhật Bản giải quyết các vấn đề của thế giới một cách sáng tạo" được công khai trong mục tiêu phát triển bền vững (SDGs).[124][125]
  - 3 tháng 9, Nội các Abe lần 2 (cải tổ) ra mắt cùng ngày, Bộ trưởng Nội các Đặc trách Yamaguchi Shunichi trở thành 'Bộ trưởng chiến lược Cool Japan' thứ hai (trong Nội các Abe lần 3, Yamaguchi Shunichi tiếp tục đảm nhiệm).
  - 5 tháng 9, Cơ quan Xúc tiến Du lịch Nhật Bản và quỹ Cool Japan hợp tác hướng tới Thế vận hội Mùa hè 2020 và Paralympic Mùa hè 2020.[126]
  - 16 tháng 10, Bộ Kinh tế, Thương mại và Công nghiệp thực hiện chiến dịch "Join Us, Friends" xóa 170.000 mục của 180 website (chiếm 67% tổng số bản sao lậu) vi phạm bản quyền anime và manga.[127]
  - 25 tháng 10, 'hội nghị xúc tiến Cool Japan' được tổ chức tại thành phố Sendai thuộc Miyagi do 'bộ trưởng chiến lược Cool Japan' Yamaguchi Shunichi chủ trì.[128]
  - 11 tháng 12, Bộ Kinh tế, Thương mại và Công nghiệp công bố 'sáng kiến Cool Japan' nhằm mục tiêu kết nối với khu vực tư nhân, phát triển công nghiệp sáng tạo (công nghiệp nội dung, thời trang/mỹ phẩm, ẩm thực, du lịch) cùng với các chính sách hỗ trợ.[92]
- 2015
  - 'hội nghị xúc tiến chiến lược Cool Japan' đầu tiên được tổ chức vào ngày 27 tháng 1,[129] lần hai vào ngày 25 tháng 2,[130] lần ba vào ngày 26 tháng 3,[131] lần bốn vào ngày 22 tháng 4,[132] lần năm vào ngày 26 tháng 5,[133] lần sáu vào ngày 17 tháng 6.[134]
  - 17 tháng 3, Cục Văn hóa xây dựng một cơ sở dữ liệu văn hóa truyền thông (phiên bản phát triển) dưới dạng lưu trữ kỹ thuật số trong bốn lĩnh vực: manga, anime, video game, nghệ thuật truyền thông với mục tiêu hỗ trợ đa ngôn ngữ trong tương lai.[135]
  - 21 tháng 3, 'hội nghị xúc tiến Cool Japan' được tổ chức tại thành phố Tukuba thuộc Ibaraki do 'bộ trưởng chiến lược Cool Japan' Yamaguchi Shunichi chủ trì.[136]
  - tháng 6, tập đoàn Kodokawa công bố 'tầm nhìn rừng Cool Japan' thông qua xây dựng một khu phức hợp tập trung vào văn hóa đại chúng Nhật Bản nhằm biến Tokorozawa thuộc Saitama thành một trung tâm dẫn dắt phong trào Cool Japan, dự án đầu tư khoảng 30 tỷ JP¥.[137]
  - 20 tháng 6, 'hội nghị xúc tiến Cool Japan' được tổ chức tại thành phố Tottori thuộc Tottori do 'bộ trưởng chiến lược Cool Japan' Yamaguchi Shunichi chủ trì.[138]
  - 30 tháng 6, Bộ Kinh tế, Thương mại và Công nghiệp cùng với Cục Văn hóa công bố kết quả của 'nhóm nghiên cứu phục hồi kinh tế khu vực sử dụng tài nguyên Cool Japan dành cho du lịch' nhằm gia tăng số lượng và mức tiêu dùng của khách du lịch nước ngoài khi đến thăm Nhật Bản.[139]
  - 29 tháng 8, 'hội nghị xúc tiến Cool Japan' được tổ chức tại thành phố Sapporo thuộc Hokkaidō do 'bộ trưởng chiến lược Cool Japan' Yamaguchi Shunichi chủ trì.[140]
  - 7 tháng 10, Nội các Abe lần 3 (cải tổ lần 1) ra mắt cùng ngày, Shimajiri Aiko trở thành 'Bộ trưởng chiến lược Cool Japan'.
  - 11 tháng 10, 'hội nghị xúc tiến Cool Japan' được tổ chức tại thành phố Tokushima thuộc Tokushima do 'bộ trưởng chiến lược Cool Japan' Yamaguchi Shunichi chủ trì.[141]
- 2016
  - Cục Văn hóa ra mắt website Japan Local Database (JL-DB, Cơ sở dữ liệu địa điểm Nhật Bản) nhằm cung cấp địa điểm nhiếp ảnh xúc tiến du lịch 'hành hương thánh địa' anime dành cho người hâm mộ và các nhà làm phim, chi phí vận hành cơ sở dữ liệu các địa điểm nhiếp ảnh là 15,966 triệu JP¥ năm 2016 và 15,993 triệu JP¥ năm 2017.[142]
  - 3 tháng 8, Nội các Abe lần 3 (cải tổ lần 2) ra mắt cùng ngày, Tsuruho Yōsuke trở thành 'bộ trưởng chiến lược Cool Japan'. Đây là vị trí được bổ nhiệm thuộc quyền Bộ trưởng Bộ Ngoại giao cho đến nay (Bộ trưởng Nội các Đặc trách), nhưng lần này Tsuruho Yōsuke được bổ nhiệm làm Bộ trưởng Nội các Đặc trách chính thức theo lệnh của Văn phòng Nội các.
  - chính phủ Nhật Bản thành lập 'hội nghị đầu tư tương lai' do thủ tướng Nhật Bản chủ trì, mục đích đề xuất các chiến lược tăng trưởng tổng hợp cho các bộ và các cơ quan chính phủ; một chiến lược đang được xem xét liên quan đến việc cố gắng kích thích thị trường nghệ thuật Nhật Bản.[143]
  - 13 tháng 11, 'hội nghị xúc tiến Cool Japan' được tổ chức tại thành phố Beppu thuộc Ōita nhằm chia sẻ thông tin về các điểm tham quan như các suối nước nóng Onsen và tiếp cận các quan điểm từ nước ngoài.[144][145]
- 2017
  - 4 tháng 3, 'hội nghị xúc tiến Cool Japan' được tổ chức tại Okinawa do 'bộ trưởng chiến lược Cool Japan' Tsuruho Yōsuke chủ trì.[146]
  - 8 tháng 3, Bộ Kinh tế, Thương mại và Công nghiệp phát hành ấn phẩm "Wonder Nippon: Sekai ga Odoroku Nippon!" (Nhật Bản tuyệt vời: Nhật Bản ggây ngạc nhiên cho thế giới!) nhằm giới thiệu các khái niệm văn hóa Nhật Bản, truyền đạt sự nhạy cảm và giá trị độc đáo của Nhật Bản tới thế giới.[147]
  - tháng 4, Bộ Ngoại giao thành lập Japan House tại Luân Đôn (Vương quốc Liên hiệp Anh và Bắc Iceland), Los Angeles (Hoa Kỳ), São Paulo (Brasil) nhằm thúc đẩy sự hiểu biết sâu sắc hơn về Nhật Bản;[148] dự án được đầu tư 35 triệu US$ đóng vai trò là 'cửa hàng một điểm đến' dành cho khách tham quan các khía cạnh đa dạng của văn hóa, khu vực, lối sống, giá trị, công nghiệp Nhật Bản.[149]
  - 15 tháng 7, 'hội nghị xúc tiến Cool Japan' được tổ chức tại thành phố Iwade thuộc Wakayama do bộ trưởng chiến lược Cool Japan Tsuruho Yōsuke chủ trì.[150][151]
  - 21 tháng 7, 'hội thảo Cool Japan Ōsaka' được tổ chức tại Ōsaka là hội thảo vùng lần đầu tiên.[152]
  - 3 tháng 8, Nội các Abe lần 3 (cải tổ lần 3) ra mắt cùng ngày, Matsuyama Masaji đang giữ chức 'hội nghị quốc dân hoạt động tổng 100 triệu' được bổ nhiệm làm 'Bộ trưởng chiến lược Cool Japan' (giống như Tsuruho Yōsuke, Matsuyama Masaji được bổ nhiệm làm Bộ trưởng Nội các Đặc trách) và tiếp tục đảm nhận trong Nội các Abe lần 4.
  - 21 tháng 8, 'hội thảo Cool Japan Harima' được tổ chức tại Kakogawa là hội thảo vùng lần thứ hai.[153]
  - 4 tháng 9, Trung tâm Giao lưu Văn hóa Nhật Bản tổ chức hội thảo chuyên đề 'Cool Japan: Creation, Production, and Fabrication of the Cool' tại Trung tâm nghiên cứu văn hóa vật thể ở Hà Lan. Hội nghị đề cập đến sự phát triển và những cách hiểu khác nhau về Cool Japan, từ khởi nguồn sản xuất một loại hình văn hóa đại chúng độc đáo đến ảnh hưởng đối ứng giữa văn hóa đại chúng Nhật Bản và thế giới.[154]
  - 14 tháng 9, Bộ Kinh tế, Thương mại và Công nghiệp công bố áp dụng kết quả 'dự án hỗ trợ sản xuất thương hiệu Nhật Bản'; tư vấn về 12 dự án được lựa chọn trong lĩnh vực sản xuất chế tạo, ẩm thực và du lịch, xây dựng mạng lưới và hỗ trợ quan hệ công chúng thông qua 'PROJECT BrandLand JAPAN'.[155]
  - 31 tháng 10, 'hội thảo Cool Japan Nagoya' được tổ chức tại Nagoya là hội thảo vùng thứ ba. Hội thảo phân tích mối quan hệ giữa Cool Japan và phát triển đô thị Nhật Bản, giới thiệu dự án 758, giới thiệu dự án 88 thánh địa anime, giới thiệu hội nghị thượng đỉnh cosplay thế giới.[156]
  - 16 tháng 12, Văn phòng Nội các và thành phố Kobe tổ chức 'hội nghị xúc tiến Cool Japan' lần đầu tại Hyōgo do 'bộ trưởng chiến lược Cool Japan' Matsuyama Masaji chủ trì.[157][158]
- 2018
  - 31 tháng 5, chính phủ Nhật Bản của đảng Dân chủ Tự do đề xuất thành lập một hội đồng đặc biệt chịu trách nhiệm xây dựng dự luật 'chính sách cơ bản' xúc tiến chiến lược Cool Japan.[159]
  - 2 tháng 10, Nội các Abe lần 4 (cải tổ lần 1) ra mắt cùng ngày, Takuya Hirai được bổ nhiệm làm 'Bộ trưởng chiến lược Cool Japan' (với tư cách Bộ trưởng Nội các Đặc trách giống như người tiền nhiệm Matsuyama Masaji).
  - 10 tháng 11, Văn phòng Nội các và thành phố Kitakyūshū tổ chức 'hội nghị Xúc tiến Cool Japan' lần đầu tiên tại Fukuoka; 'bộ trưởng chiến lược Cool Japan' Takuya Hirai cùng với thống đốc Fukuoka và thị trưởng thành phố Kitakyūshū thảo luận với các chuyên gia về chiến lược nhằm mở rộng quảng bá các thương hiệu Fukuoka ở nước ngoài, trong đó website đa ngôn ngữ Asian Beat được thành lập vào năm 2005 bởi Fukuoka và các công ty địa phương giúp tăng cường sự hiểu biết lẫn nhau giữa giới trẻ Nhật Bản và châu Á.[160][161]
- 2019
  - 1 tháng 3, Bộ Kinh tế, Thương mại và Công nghiệp xuất bản báo cáo 'dự án cải thiện môi trường thương mại Cool Japan nội địa sửa đổi năm 2017'.[162]
  - 8 tháng 3, Bộ trưởng chiến lược Cool Japan Takuya Hirai tổ chức một buổi họp báo và nói rằng Cool Japan được xúc tiến bằng cách tăng cường hợp tác giữa các bộ, tận dụng các quan điểm và kiến thức của người nước ngoài để quảng bá ẩm thực Nhật Bản, văn hóa Nhật Bản, anime ra nước ngoài.[163]
  - 24 tháng 3, Bộ Kinh tế, Thương mại và Công nghiệp tổ chức 'tuần lễ thời trang Tokyo' tại trụ sở, mục đích hỗ trợ các nhà thiết kế Nhật Bản.[164]
  - 2 tháng 6, ủy ban đặc biệt xúc tiến chiến dịch Cool Japan của đảng Dân chủ Tự do đề xuất tăng cường xuất khẩu cá Koi và bonsai, hy vọng được xuất hiện trong 'chính sách xương to' [Honebuto no hōshin] của chính phủ Nhật Bản vào tháng 6; Takuya Hirai đã đệ trình kỹ lưỡng với bộ trưởng Bộ Giáo dục, Văn hóa, Thể thao, Khoa học và Công nghệ.[165]
  - 6 tháng 6, một nhóm chuyên gia thảo luận để xem xét sửa đổi chiến lược Cool Japan tại trụ sở chiến lược sở hữu trí tuệ ở Marunouchi thuộc Tokyo, Takuya Hirai phát biểu 'Cool Japan không bán đồ hay tăng khách du lịch. Chúng tôi muốn quay lại những điều cơ bản để tăng số lượng người nước ngoài hâm mộ Nhật Bản và đánh giá lại chiến lược Cool Japan'.[166]
  - 15 tháng 6, Takuya Hirai chủ trì 'hội nghị xúc tiến Cool Japan' tại thành phố Ojiya thuộc Niigata nhằm trao đổi với thống đốc và các chuyên gia về giải pháp giúp phổ biến các điểm tham quan khác nhau trong khu vực.[167][168]
  - 20 tháng 6, Bộ Kinh tế, Thương mại và Công nghiệp hợp tác với Viện nghiên cứu tương lai Haneda và Tổ chức Xúc tiến Mậu dịch Nhật Bản (JETRO) tiến hành hỗ trợ các sản phẩm Cool Japan (thủ công mỹ nghệ, nhu yếu phẩm hàng ngày, đồ gia dụng, mỹ phẩm) tại khu vực sân bay Haneda (còn gọi là sân bay quốc tế Tokyo) từ tháng 8 năm 2019 thông qua các công cụ tiếp thị số nhằm thu thập và phân tích dữ liệu.[169]
  - 19 tháng 7, Bộ Kinh tế, Thương mại và Công nghiệp chính thức thông qua 5 dự án trong tổng số 22 dự án xét duyệt nhằm thúc đẩy chính sách Cool Japan địa phương quảng bá các tài nguyên vùng hấp dẫn sang thị trường nước ngoài và phát triển các kênh bán hàng ở nước ngoài: quảng bá bán hàng 'thiết kế Wajima' ở nước ngoài (Ishikawa), du lịch địa phương sử dụng các cosplayer nước ngoài (Kyōto), sản xuất nội dung và lập kế hoạch cho chuyến tham quan Kinosaki Onsen cao cấp (Hyōgo), mỹ phẩm sử dụng các nguồn tài nguyên chưa sử dụng (Saga), xây dựng thương hiệu "công nghiệp du lịch thủ công" Hasami (Nagasaki).[170][171]
  - 26 tháng 7, trụ sở chiến lược sở hữu trí tuệ thuộc Văn phòng Nội các thảo luận chống vi phạm bản quyền trên internet, dự thảo đánh giá 'chiến lược Cool Japan mới' của chính phủ Nhật Bản, phát triển nguồn nhân lực công nghiệp sáng tạo.[172] Dự thảo chiến lược Cool Japan thành lập một nhóm tư nhân có ảnh hưởng cốt lõi trong khu vực tư nhân nhằm đẩy nhanh chuyển đổi từ 'chính phủ lãnh đạo' sang sáng kiến khu vực tư nhân; xây dựng một mạng lưới KOL, các chuyên gia nước ngoài, chính quyền địa phương, doanh nghiệp địa phương để xúc tiến tài nguyên Cool Japan ra nước ngoài.[173][174] Chính phủ Nhật Bản nói rằng chiến dịch Cool Japan bị phủ bóng bởi vì chưa đủ sự hợp tác giữa các bộ và không tận dụng được truyền thông xã hội.[174]
  - 3 tháng 9, thủ tướng Nhật Bản Abe Shinzō quyết định chiến lược 'Cool Japan mới' tại trụ sở chiến lược sở hữu trí tuệ với việc thành lập một tổ chức cốt lõi khu vực tư nhân. Mục tiêu thúc đẩy phân tích và chia sẻ nhu cầu ở nước ngoài thông qua sự hợp tác giữa người nước ngoài, nhà đầu tư, doanh nghiệp địa phương. Thủ tướng Nhật Bản Abe Shinzō xem xét nởi lỏng điều kiện cư trú cho người nước ngoài tham gia Cool Japan, ra mắt 'hội nghị chiến lược Cool Japan' do Bộ trưởng chiến lược Cool Japan chủ trì và thứ trưởng (gồm Bộ Kinh tế, Thương mại và Công nghiệp (METI) và Bộ Ngoại giao (MOFA)), đồng thời xóa bỏ 'hội nghị hợp tác/liên lạc bộ Cool Japan' do Chánh Văn phòng Nội các quản lý.[175]
  - 9 tháng 9, Văn phòng Nội các bổ nhiệm diễn viên lồng tiếng Hirano Aya làm dại sứ Cool Japan với mục tiêu quảng bá văn hóa thú vị của Nhật Bản ra thế giới, buổi bổ nhiệm có sự tham gia của Bộ trưởng chiến lược Cool Japan Takuya Hirai.[176]
  - 11 tháng 9, Nội các Abe lần 4 (cải tổ lần 2) ra mắt cùng ngày, Takemoto Naokazu được bổ nhiệm làm 'Bộ trưởng chiến lược Cool Japan'.
  - 12 tháng 9, Tổ chức Xúc tiến Mậu dịch Nhật Bản (JETRO) và Bộ Kinh tế, Thương mại và Công nghiệp tuyển chọn 100 công ty Nhật Bản 'thế hệ tiếp nối' để xây dựng chương trình Takumi Next mở rộng các kênh bán các sản phẩm Cool Japan (gồm sản phẩm truyền thống, hàng đân dụng) ở nước ngoài trong tương lai.[177]
  - 15 tháng 10, Tổ chức Xúc tiến Mậu dịch Nhật Bản (JETRO) và Bộ Kinh tế, Thương mại và Công nghiệp mời 25 đại diện sắc đẹp đến từ 25 quốc gia thuộc Hoa hậu Quốc tế 2019 tham gia dự án khám phá sự hấp dẫn của các sản phẩm Cool Japan dưới góc nhìn của phụ nữ; mục tiêu xuất khẩu các sản phẩm địa phương Nhật Bản và giới thiệu các điểm du lịch Nhật Bản đến thế giới.[178]
  - 8 tháng 11, Văn phòng Kinh tế, Thương mại và Công nghiệp Shikoku và Tổ chức Xúc tiến Mậu dịch Nhật Bản (JETRO) xúc tiến chương trình mở rộng sản phẩm sang thị trường nước ngoài tại Kagawa, Ehime.[179]
  - 28 tháng 11, Bộ Kinh tế, Thương mại và Công nghiệp và Tổ chức Xúc tiến Mậu dịch Nhật Bản (JETRO) chọn 260 sản phẩm từ 101 công ty Nhật Bản cho chương trình Takumi Next nhằm mở rộng các kênh bán hàng Cool Japan ở thị trường nước ngoài.[180]
- 2020
  - 10 tháng 1, chính phủ Nhật Bản lần đầu tiên đề nghị hỗ trợ cho một bộ phim Holywood, đây là một phần của sáng kiến khuyến khích các nhà sản xuất phim nước ngoài lựa chọn các địa điểm tại Nhật Bản làm bối cảnh phim.[181]
  - 10 tháng 2, Bộ Kinh tế, Thương mại và Công nghiệp hợp tác với Viện nghiên cứu tương lai Haneda và Tổ chức Xúc tiến Mậu dịch Nhật Bản (JETRO) tiến hành chưng trình Takumi Next lần hai, hỗ trợ các sản phẩm Cool Japan thông qua các công cụ tiếp thị số nhằm thu thập và phân tích dữ liệu tại khu vực sân bay Haneda (còn gọi là sân bay quốc tế Tokyo).[182]

## Phòng công nghiệp sáng tạo
Chính phủ Nhật Bản đã xác định công nghiệp văn hóa giữ vai trò là một trong năm lĩnh vực tăng trưởng tiềm năng. Tháng 6 năm 2010, Bộ Kinh tế, Thương mại và Công nghiệp thành lập một phòng Công nghiệp Sáng tạo nhằm thúc đẩy công nghiệp văn hóa và sáng tạo như một khu vực chiến lược "theo khái niệm thuật ngữ dài hạn, đơn giản của Cool Japan, phối hợp các chức năng khác nhau của chính phủ Nhật Bản và hợp tác với khu vực tư nhân". Bộ Kinh tế, Thương mại và Công nghiệp tuyến bố rằng văn hóa đại chúng Nhật Bản là một trong những yếu tố quan trọng của Cool Japan; văn hóa đại chúng bao gồm thần tượng, anime và người sành ăn hạng B (B級グルメ).
Phòng Công nghiệp Sáng tạo miêu tả sứ mệnh của Cool Japan đóng vai trò "tạo nhãn hiệu sản phẩm Nhật Bản với sự độc đáo của văn hóa Nhật Bản". Tính đến năm 2011, chính phủ Nhật Bản tài trợ Cool Japan một gói ngân sách hơn 19 tỷ JP¥ (237 triệu US$). Trong năm tài chính 2008, chi tiêu chính phủ vào các hoạt động văn hóa của Hàn Quốc đạt 119,6 tỷ JP¥, Trung Quốc đạt 447,5 tỷ JP¥, Nhật Bản đạt 101,8 tỷ JP¥ tương ứng với 0,79%, 0,51%, 0,12% trong chi tiêu chính phủ của từng quốc gia. Quỹ Cool Japan ra mắt năm 2013, chính phủ Nhật Bản cam kết tài trợ quỹ Cool Japan 50 tỷ JP¥ (500 triệu US$) trong hơn 20 năm, với mục tiêu đạt 60 tỷ JP¥ (600 triệu US$) thông qua các quan hệ đối tác nhà đầu tư tư nhân. Quỹ Cool Japan có ba mục tiêu lớn: đầu tiên là xúc tiến quảng bá hàng hóa địa phương và văn hóa Nhật Bản trên quy mô toàn cầu cũng như thu hút du lịch đến Nhật Bản, thứ hai là trung tâm thương mại Nhật Bản (tọa lạc tại các trung tâm thành phố lớn thu hút khách hàng người nước ngoài), thứ ba là kênh Nhật Bản (đài truyền hình nước ngoài phát sóng nhiều nội dung liên quan đến Nhật Bản). Theo giám đốc điều hành Kato Eiji, quỹ Cool Japan là một công ty đầu tư trong bốn lĩnh vực: nội dung truyền thông, lối sống thời trang, ẩm thực, dịch vụ; quỹ hoạt động với năm chiến lược: tập trung vào đầu tư dòng tiền, tập trung vào các đối tác địa phương, theo đuổi sức mạnh tổng hợp toàn cầu, đa dạng hóa các phương pháp, tối ưu hóa danh mục đầu tư đầu tư. Quỹ Cool Japan thua lỗ 4,5 tỷ JP¥ trong tổng số 35 tỷ JP¥ đầu tư cho 17 dự án tính đến tháng 3 năm 2017, quỹ Cool Japan lỗ 4,4 tỷ JP¥ trong tổng số vốn 52,9 tỷ JP¥ đầu tư cho 25 dự án tính đến năm 2018. Nihon Keizai Shimbun cho biết quỹ Cool Japan trong vòng 5 năm "đã chịu lỗ trước thuế tổng cộng 10 tỷ JP¥ (88,9 triệu US$)" và 18 dự án không thu được lợi nhuận. Tháng 6 năm 2018, quỹ Cool Japan được quản lý bởi cựu tổng giám đốc điều hành Sony Music Entertainment Japan Kitagawa Naoki. Quỹ Cool Japan xúc tiến 29 dự án với quy mô 62 tỷ JP¥ tính đến tháng 7 năm 2018 (trong đó 58,6 tỷ JP¥ đến từ nguồn vốn công), tăng thành 31 dự án với quy mô 66,4 tỷ JP¥ vào tháng 3 năm 2019. Tính đến tháng 7 năm 2019, quỹ Cool Japan xúc tiến đầu tư 35 dự án với 87% nguồn vốn từ chính phủ Nhật Bản, quỹ đầu tư vào hình thức doanh nghiệp với doanh nghiệp (B2B) và doanh nghiệp với khách hàng (B2C).
| Năm  | Xúc tiến đầu tư |
| ---- | --- |
| 2011 | - Tháng 10 năm 2011, công ty All Nippon Entertainment Works (ANEW) được thành lập từ nguồn vốn đầu tư ban đầu 2,22 tỷ JP¥ trong tổng số nguồn vốn dự kiến 6 tỷ JP¥ của Bộ Kinh tế, Thương mại và Công nghiệp nhằm xúc tiến các tài sản văn hóa Nhật Bản được chuyển thể sang điện ảnh Hoa Kỳ. ANEW hủy bỏ sản xuất bảy bộ phim đã công bố trước đó và được bán lại cho một công ty đầu tư mạo hiểm tại Kyōto vào tháng 6 năm 2017 với giá 34 triệu JP¥, tương đương 1,5% khoản đầu tư ban đầu. |
| 2013 | - Tháng 11 năm 2013, thành lập quỹ Cool Japan theo luật về quỹ Cool Japan (đạo luật số 51 năm 2013). |
| 2014 | - Thủ công truyền thống Nhật Bản được trưng bày tại hội chợ thương mại Maison & Objet để quảng bá văn hóa monodzukuri (sản xuất chế tạo) của Nhật Bản. - Kênh truyền hình vệ tinh WakuWaku Japan phát sóng các chương trình Nhật Bản với những khán giả nước ngoài ở khu vực châu Á. WakuWaku Japan là một doanh nghiệp liên doanh với tập đoàn truyền hình SKY Perfect JSAT (SKY Perfect JSAT đóng góp 6,6 tỷ JP¥ và quỹ Cool Japan góp 4,4 tỷ JP¥ trong tổng số 11 tỷ JP¥ cho WakuWaku Japan) nhưng thất bại trong việc mở rộng quy mô ở nhiều thị trường và thu hút thêm lượng người xem khi thua lỗ gần 4 tỷ JP¥ tính đến năm 2017. - Công ty K Line (Kawasaki Kisen Kaisha) hợp tác với Japan Logistic Systems Corp xây dựng một kho trữ hàng đông lạnh 9.300 m2 với trị giá 15 triệu US$ tại Việt Nam (quỹ Cool Japan góp vốn 7,35 triệu US$), cung cấp đồ uống và ẩm thực Nhật Bản cho FamilyMart tại Việt Nam với mục tiêu thúc đẩy Washoku (和食 (Hoà thực) ẩm thực Nhật Bản). - Công ty đa quốc gia Anime Consortium Japan (ACJ) được thành lập vào khoảng tháng 11 với vốn đầu tư 1 tỷ JP¥ bởi quỹ Cool Japan, Toei Animation, Sunrise, TMS Entertainment, Aniplex, Asatsu-DK, Nihon Ad Systems, Dentsu, Bandai Namco Holdings; mục tiêu giải quyết vấn đề vi phạm bản quyền, nội địa hóa và củng cố phát trực tuyến kỹ thuật số nội dung Nhật Bản tại Daisuki. - Quỹ Cool Japan đầu tư 1,5 tỷ JP¥ vào nền tảng truyền thông và thương mại điện tử Tokyo Otaku Mode (TOM) liên quan đến anime, manga, video game, âm nhạc, thời trang của Nhật Bản. - Quỹ Cool Japan hợp tác với H2O Retailing xây dựng một cửa hàng bách hóa Nhật Bản tại thành phố Ninh Ba của Trung Quốc; tổng chi phí dự án khoảng 51 tỷ JP¥, quỹ Cool Japan và H2O Retailing mỗi bên đóng góp 10,5 tỷ JP¥, các công ty địa phương huy động số tiền còn lại. - Quỹ Cool Japan hợp tác với Dentsu thành lập hai liên doanh 'Gal Labo Asia' và 'Asia Kawaii Way', mục đích tận dụng sự chuyển đổi văn hóa gyaru (gal) của Nhật Bản từ đường phố sang thịnh hành tại nội địa và nước ngoài. |
| 2015 | - Bộ Kinh tế, Thương mại và Công nghiệp khởi động Nippon Quest, một website giới thiệu và lan truyền các đặc sản vùng còn xa lạ của Nhật Bản đến với thế giới. - Quỹ Cool Japan đã chi 250 triệu JP¥ cho gần 50% cổ phần trong một liên doanh để vận hành các quán cà phê Hoa Kỳ chuyên biệt về trà đạo Nhật Bản; quỹ Cool Japan và tập đoàn Nagasaki đã phá vỡ hợp đồng đầu tư chung vào tháng 9 năm 2016. - Quỹ Cool Japan đầu tư 450 triệu JP¥ (3,7 triệu US$) vào các tác giả sáng tạo nội dung anime và manga bên ngoài Nhật Bản của Học viện Nội dung Kodokawa. - Công ty Design Setta Sango chuyên sản xuất dép tông truyền thống Nhật Bản được Bộ Kinh tế, Thương mại và Công nghiệp chọn là một phần trong dự án 'The Wonder 500' của Cool Japan nhằm quảng bá các ngành công nghiệp địa phương của Nhật Bản. Công ty Design Setta Sango đã giới thiệu sản phẩm tại các triển lãm ở Singapore và Đài Loan, tiếp tục giới thiệu tại 'tuần lễ thiết kế Nhật Bản' năm 2017 và 'tuần lễ thiết kế Nhật Bản' năm 2018 tại Milano. - Quỹ Cool Japan, Imagica và Sumitomo Corporation mua lại công ty dịch thuật điện ảnh Hoa Kỳ SDI Media có trụ sở tại California với giá 160 triệu US$ (quỹ Cool Japan nắm giữ 49,6%, Sumitomo Corporation nắm giữ 0,3%), mục đích mở rộng thị trường mới và tăng tốc phân phối nội dung Nhật Bản trên toàn thế giới. - Quỹ Cool Japan đầu tư 700 triệu JP¥ vào Chikaranomoto Holdings để phát triển chuỗi nhà hàng ramen Ippudo nhằm thiết lập các đại lý cao cấp tại Hoa Kỳ và châu Âu, cơ sở tài chính được đảm bảo lên tới 1,3 tỷ JP¥. |
| 2016 | - Cửa hàng Nhật Bản Isetan là một doanh nghiệp liên doanh của quỹ Cool Japan với Isetan để tạo lập một cửa hàng bách hóa năm tầng tại Kuala Lumpur thuộc Malaysia nhằm quảng bá hàng hóa và dịch vụ Nhật Bản, tổng số vốn đầu tư 1,1 tỷ JP¥. Tuy nhiên, do thiếu hụt nhu cầu tiêu thụ đã dẫn đến lỗ khoảng 4,5 triệu US$ và quỹ Cool Japan đã bán tất cả cổ phần cho Isetan Mitsukoshi Holdings sau một năm rưỡi khai trương. - Quỹ Cool Japan, Yoshimoto Kogyo, Dentsu và một số công ty thành lập doanh nghiệp liên doanh CIP Holdings nhằm mở rộng văn hóa thần tượng Nhật Bản bằng cách đào tạo tài năng trên khắp châu Á (Indonesia, Thái Lan, Việt Nam, Đài Loan, Malaysia, Philippines). |
| 2017 | - Quỹ Cool Japan cùng với các công ty đối tác thành lập một liên doanh đầu tư 2 tỷ JP¥ (18,2 triệu US$) xây dựng các nhà hát trong nhà và ngoài trời xung quanh công viên Lâu đài Osaka tại Ōsaka, mục đích thu hút khách du lịch nước ngoài với các hoạt động văn hóa và nghệ thuật truyền thống Nhật Bản (rakugo, bunraku, kabuki, nhạc kịch anime). - Quỹ Cool Japan đầu tư 5 tỷ JP¥ vào các nhóm hội trường âm nhạc Zepp (thuộc Sony Music Entertainment Japan) nhằm thiết lập và vận hành các địa điểm biểu diễn âm nhạc trực tiếp tại hơn mười thành phố lớn ở Nhật Bản và châu Á trong năm 2020; mục địch nhằm giúp âm nhạc Nhật Bản kết nối với người hâm mộ châu Á cũng như nghệ sĩ người Nhật kết nối với các nhà tài trợ và truyền thông địa phương. - Quỹ Cool Japan đầu tư 500 triệu JP¥ vào dự án G-FACTORY nhằm xúc tiến mở rộng kinh doanh của các công ty dịch vụ ẩm thực Nhật Bản có quy mô nhỏ và vừa hoạt động trong các thành phố lớn tại thị trường ASEAN, đồng thời hỗ trợ ra mắt 100 cửa hàng ẩm thực Nhật Bản mới trong 5 năm. - Quỹ Cool Japan đầu tư 3 tỷ JP¥ vào hội trường ẩm thực Nhật Bản Ichiba tại Luân Đôn (gồm khu ẩm thực, khu bán lẻ, trình diễn nấu ăn và các hoạt động quảng bá làm phong phú thêm trải nghiệm của khách hàng), dự án là liên doanh hợp tác giữa Japan Centre Group và quỹ Cool Japan nhằm hỗ trợ các doanh nghiệp quảng bá ẩm thực và đồ gia dụng Nhật Bản cũng như thúc đẩy sự hiểu biết về văn hóa ẩm thực Nhật Bản ra toàn cầu thông qua phát triển kinh doanh tại Luân Đôn. |
| 2018 | - Khoản đầu tư đầu tiên với quản lý mới của quỹ Cool Japan giá trị 12,5 triệu US$ vào kênh ẩm thực Tastemade và trở thành một cổ đông thiểu số, nhằm hỗ trợ quảng bá nội dung về các điểm tham quan và ẩm thực Nhật Bản. - Quỹ Cool Japan đầu từ 5,15 tỷ JP¥ vào quỹ Japan Contents Factory (JCF) cùng với các đối tác NTT Plala, YD Creation, Bungeishunju, Aeon Entertainment; mục đích cung cấp nguồn vốn cho đến khi thanh toán phí cấp phép, hỗ trợ các công ty sản xuất nội dung thị giác trong một hợp đồng hứa hẹn thanh toán sau khi hoàn thành các dịch vụ truyền thông như video theo yêu cầu (VOD). - Quỹ Cool Japan đầu tư 1 tỷ JP¥ vào quỹ mạo hiểm Miyako Kyoto University Innovation (thuộc Miyako Capital) nhằm cung cấp tiền rủi ro cho các công ty liên doanh trong các lĩnh vực chăm sóc sức khỏe và công nghệ tiên tiến để cạnh tranh toàn cầu, hợp tác với một số đại học và viện nghiên cứu tại Nhật Bản và quốc tế bao gồm đại học Kyoto. - Khu phức hợp giải trí Cool Japan Park Osaka được khánh thành tại Ōsaka từ nguồn tài trợ 1,2 tỷ JP¥ của quỹ Cool Japan, mục đích cung cấp trải nghiệm giải trí chất lượng cao Nhật Bản và thu hút khách du lịch. - Công ty khởi nghiệp công nghệ sinh học Nhật Bản Spiber sản xuất protein tơ nhện tổng hợp có tổng số vốn đạt 22,4 tỷ JP¥ nhờ nguồn tài trợ từ quỹ Cool Japan và các nhà đầu tư khác. - Quỹ Cool Japan đầu tư 16 triệu US$ vào liên doanh của Japan International Broadcasting và Fund Corporation for the Overseas Development of Japan's ICT and Postal Services (JICT) nhằm thành lập kênh truyền hình Dream Vision phân phối nội dụng Nhật Bản tại Myanmar thông qua tập đoàn truyền thông tại Myanmar là Shwe Than Lwin Media (STLM) và Myanmar National Television (MNTV) vào tháng 4 năm 2018. |
| 2019 | - Quỹ Cool Japan đầu tư 10 tỷ JP¥ vào doanh nghiệp liên doanh 'Laugh & Peace Mother' có trụ sở tại Naha (dự kiến ra mắt tháng 10 năm 2019) của Yoshimoto Kogyo và Nippon Telegraph and Telephone; mục tiêu sản xuất, phân phối nội dung giáo dục trẻ em tại Nhật Bản và nước ngoài. - Công ty khởi nghiệp về truyền thông sắc đẹp và lối sống Clozette có trụ sở tại Singapore nhận khoản đầu tư 1,1 tỷ JP¥ (13,5 triệu US$) từ quỹ Cool Japan nhằm mở rộng tới các thị trường mới thông qua các hoạt động hỗ trợ tiếp thị KOL của thế hệ trẻ và phát triển hệ sinh thái Cool Japan tương tác (dự kiến ra mắt vào tháng 6 năm 2019); mục tiêu quảng bá các điểm tham quan du lịch, thời trang, mỹ phẩm, ẩm thực, lối sống của Nhật Bản tới người tiêu dùng trên toàn cầu, hướng đến quảng bá Cool Japan thông qua các dịch vụ mạng xã hội. - Quỹ Cool Japan đầu tư 2,2 tỷ JP¥ để mua lại công ty bán buôn rượu Trio có trụ sở tại Hồng Kông, công ty Trio chủ yếu phân phối rượu cho các khách sạn nước ngoài và nhà hàng sang trọng ở Trung Quốc. Quỹ Cool Japan đóng vai trò cầu nối giúp nhà máy rượu sake Nhật Bản tiếp cận thị trường Trung Quốc và mở rộng xuất khẩu. - Quỹ Cool Japan đầu tư 1 tỷ JP¥ cho liên doanh Wonder Planet ở Nagoya, một ứng dụng phát triển các trò chơi trên điện thoại thông minh có nguồn gốc Nhật Bản và tăng cường phân phối ở nước ngoài. - Quỹ Cool Japan đầu tư 1 tỷ JP¥ vào công ty nền tảng trung gian sản xuất trang phục Citatel tại thành phố Kumamoto và trở thành một cổ đông thiểu số. Quỹ Cool Japan hợp tác với các nhà máy sản xuất vải và các nhà máy may tại Nhật Bản nhằm sản xuất một số lượng nhỏ trang phục chất lượng cao, tạo ra một môi trường giúp các nhà thiết kế cá nhân và thương hiệu nhỏ tại Nhật Bản có thể xuất khẩu sản phẩm ra nước ngoài. - Quỹ Cool Japan đầu tư 1,1 tỷ JP¥ vào công ty phân phối rượu Winc trên internet có trụ sở tại Hoa Kỳ, mục tiêu hỗ trợ các nhà máy sake Nhật Bản mở rộng thị trường tiêu thụ tại Hoa Kỳ. - Quỹ Cool Japan đầu tư 3,2 tỷ JP¥ giá trị cổ phiếu vào Sentai Holdings để phân phối anime và bán hàng hóa Nhật Bản tại thị trường Bắc Mỹ. - Quỹ Cool Japan đầu tư 10 triệu US$ vào nền tảng đặt phòng du lịch KKDay có trụ sở tại Đài Loan, mục đích hình thành quan hệ đối tác để phát triển các chuyến du lịch Nhật Bản độc đáo, KKDay kết nối người dùng với các hoạt động và trải nghiệm văn hóa địa phương tại Nhật Bản. - Quỹ Cool Japan đầu tư khoảng 2 tỷ JP¥ giá trị cổ phiếu vào thương hiệu thời trang dành phụ nữ M.M.LaFleur ở Hoa Kỳ và trở thành một cổ đông thiểu số, mục tiêu thiết lập nền tảng chất liệu vải Nhật Bản và các thiết kế thời trang Nhật Bản đóng vai trò tích cực trên thế giới. - Quỹ Cool Japan đầu tư 5,5 tỷ JP¥ vào công ty chuyển phát và giao hàng Go-Jek khu vực Đông Nam Á; mục tiêu nhằm thúc đẩy phân phối và phổ biến ẩm thực Nhật Bản, anime, phim truyền hình Nhật Bản. |

## Đón nhận
Năm 2012, giám đốc điều hành A.T. Kearney Japan là Umezawa Takaaki ủng hộ chiến lược Cool Japan và cho rằng 'Nhật Bản nói chung mạnh về lĩnh vực sáng tạo nhưng yếu trong một số lĩnh vực then chốt: khả năng đánh giá thị trường nước ngoài, các doanh nhân có khả năng dẫn dắt sự phát triển thị trường nước ngoài, tiền rủi ro cần thiết để hỗ trợ các hoạt động này'. Năm 2013, nhà sản xuất của AKB48 là Akimoto Yasushi nhận xét rằng 'để ngăn chặn chiến dịch Cool Japan kết thúc trong một hình ảnh rỗng, điều quan trọng là tạo ra các ví dụ thành công'. Giám đốc điều hành quỹ Cool Japan năm 2013 là Ota Nobuyuki phát biểu rằng 'các nhà sản xuất địa phương đang thu hẹp và nhiều người trẻ rời đến các thành phố lớn hơn. Một khi các thế hệ cũ chết đi, sẽ không có ai đảm nhận điều đó'; giám đốc điều hành Brightrust PE Japan Co là Takeuchi Joji cho rằng 'vốn mạo hiểm từ các nhà đầu tư tư nhân là rất nhỏ và không có gì hơn một sự hỗ trợ của họ dành cho sáng kiến của chính phủ'. Giáo sư Hiroyuki Kishi tại đại học Keio chỉ ra hai vấn đề ảnh hưởng đến Cool Japan là chính phủ không giới hạn thể loại văn hóa Nhật Bản chủ chốt và ngân sách quốc gia để quảng bá có thể là một sự lãng phí tiền thuế, Hiroyuki Kishi cho rằng K-pop thành công vì thị trường nội địa nhỏ đã thúc đẩy các công ty tư nhân Hàn Quốc sẵn sàng chấp nhận rủi ro và đầu tư vào thị trường toàn cầu trong khi các công ty phụ trách văn hóa Nhật Bản lại tối đa hóa lợi nhuận trong thị trường nội địa quy mô lớn. Masakazu Honda của Toyo Keizai thất vọng khi phim truyền hình Hàn Quốc thành công tại Việt Nam nhờ trợ giá từ chính phủ Hàn Quốc với mức bán gần như miễn phí và số tập một bộ phim truyền hình Hàn Quốc nhiều hơn so với khung cố định 12 tập của phim truyền hình Nhật Bản; Masakazu Honda chỉ ra việc quảng bá phim truyền hình Hàn Quốc đang được tiến hành tại các quốc gia châu Á nhờ 70% lợi nhuận phí quảng cáo cao tại Nhật Bản. Trung Rwo trên Zing cho rằng phim truyền hình Hàn Quốc được trợ giá từ chính phủ Hàn Quốc so với phí bản quyền khá đắt của phim truyền hình Nhật Bản, thị trường nội địa Nhật Bản rộng lớn và tính khép kín của người Nhật nên chưa tạo ảnh hưởng lớn tại Việt Nam dù đã từng vang danh trước đây với Oshin. Matsui Takeshi tại đại học Hitotsubashi cho rằng mục tiêu các chính sách Cool Japan của Bộ Kinh tế, Thương mại và Công nghiệp là tăng trưởng thị trường toàn cầu ngành công nghiệp nội dung Nhật Bản và dựa trên lý luận kinh điển của chính sách công nghiệp, điều thú vị là Cool Japan sử dụng lý luận quyền lực mềm và thương hiệu quốc gia để khẳng định tầm quan trọng của sự phát triển công nghiệp nội dung đối với một quốc gia được cộng hưởng ngoại giao văn hóa. CNBC cho rằng ban đầu Cool Japan được thành lập để quảng bá anime và manga nhưng chiến dịch hiện tại đã biến đổi thành một thứ lớn hơn rất nhiều. Trong chuyến thăm của thủ tướng Nhật Bản Abe Shinzō tại Nhà Trắng vào ngày 29  tháng 4 năm 2015, tổng thống Hoa Kỳ Barack Obama phát biểu 'hôm nay là một cơ hội hội để người Mỹ, đặc biệt là giới trẻ của chúng tôi nói lời cảm ơn cho tất cả những thứ chúng tôi yêu thích từ Nhật Bản như karate và karaoke, manga và anime, tất nhiên cả emoji'. Nghiên cứu của Đại học Quốc gia Singapore năm 2018 cho rằng chính phủ Nhật Bản không tận dụng tối đa các nền tảng truyền thông xã hội để quảng bá Cool Japan đến công chúng (Bộ Kinh tế, Thương mại và Công nghiệp không có tài khoản Twitter để cập nhật tiến độ của dự án, facebook 'Cool Japan' của NHK chủ yếu đề cập đến trải nghiệm văn hóa của khách du lịch nước ngoài tại Nhật Bản nhưng sự liên kết với dự án quốc gia Cool Japan còn mơ hồ). Motoharu Kano của Shūkan Gendai cho rằng 'Cool Japan của chính phủ tuy luôn bị chỉ trích không thú vị nhưng cần tiếp tục mở rộng kinh doanh và hết sức cẩn thận để không trở thành 'Angry Japan''. Patrick St.Michel của The Atlantic cho rằng Cool Japan không nỗ lực làm nổi bật các siêu sao Nhật Bản (đặc biệt trong lĩnh vực âm nhạc Nhật Bản), Kyary Pamyu Pamyu và Babymetal thành công vang dội trên YouTube nhưng không có sự hỗ trợ từ Cool Japan. Ronald Taylor của The Japan Times cho rằng Cool Japan đã đáp ứng với chia sẻ của các nhà phê bình mà Murakami Haruki là một ví dụ, Cool Japan có xu hướng thiên vị anime và văn hóa truyền thống hơn so với âm nhạc và điện ảnh Nhật Bản (sự kiện 'Japan Nite' không được Cool Japan hỗ trợ); nhạc sĩ Seiho phát biểu: 'chính phủ và các công ty nghĩ rằng vì AKB48 và Kyary Pamyu Pamyu có ảnh hưởng lớn tại Nhật Bản nên sẽ có tiềm năng lớn ở nước ngoài, nhưng họ đã sai. Họ nên im lặng khi liên quan đến văn hóa, nhưng hãy hỗ trợ ngân sách cho các nghệ sĩ để truyền bá văn hóa Nhật Bản ra nước ngoài một cách tự nhiên'. Alex Watson của Wall Street International Magazine cho rằng Cool Japan của chính phủ Nhật Bản đã bỏ qua kho tàng văn hóa truyền thống như các bậc danh sĩ (Bạch Ẩn Huệ Hạc, Itō Jakuchū, Utagawa Kunisada) hoặc nhà văn như Abe Kōbō hoặc các di sản (Sanjūsangen-dō ở Kyōto, đền Itsukushima ở Hiroshima) hoặc các nhà làm phim/ nghệ sĩ nổi bật (Atsuko Suka, Miyazawa Akio, Makoto Aida, Son Shion) bởi vì thiếu an tâm và độ chín muồi. Makino Yoshiji của Kenja no Sentaku cho rằng quỹ Cool Japan hoạt động trong 20 năm với ngân sách khổng lồ 100 tỷ JP¥ nên được một tổ chức thứ ba giám sát để tránh bị các công ty quảng cáo lớn đánh cắp, chỉ ra sự chậm chạp của Nhật Bản khi tái phát sóng bộ phim Oshin tại Việt Nam 'không thể đánh bại cuộc tấn công thị trường của Hàn Quốc' với sức hút K-pop dành cho những phụ nữ trẻ người Việt; Makino Yoshiji gợi ý Cool Japan nên phân tích nhu cầu địa phương của các quốc gia với một tác động mạnh mẽ 'đó là Nhật Bản thực sự' và sử dụng như một chất xúc tác để tấn công. Hirotaka Watanabe trên Diễn đàn chính sách ngoại giao Nhật Bản thuộc Bộ Ngoại giao cho rằng một vấn đề tương lai trong việc thành lập thương hiệu quốc gia của Nhật Bản là làm rõ khái niệm, một mục tiêu xác định, tạo ra một câu chuyện (bối cảnh), đưa ra một vai trò rõ ràng. Năm 2017, giáo sư Keiko Sakagami tại đại học Waseda cho rằng người Nhật bị Cool Japan ảnh hưởng mạnh mẽ nhiều hơn so với người nước ngoài, nếu người Nhật với tư cách là người khởi tạo chỉ nghĩ đến sự tán thưởng dễ dãi của người nước ngoài và dễ dàng đánh mất bản chất của nó bởi 'ảo ảnh' thì sẽ không thể hy vọng về sự phát triển trong tương lai. Mark McLelland tại đại học Wollongong chỉ ra sự lan truyền Cool Japan khác biệt so với thành công trước đó của ngành sản xuất chế tạo Nhật Bản vì 'ngoài việc hàng hóa Cool Japan được cấp phép và phân phối chính thức thì một số lượng lớn hơn đã được lưu hành thông qua các mạng phân phối vi phạm bản quyền do người hâm mộ phân phối trên internet'. Nissim Otmazgin giải thích khả năng công nghiệp văn hóa Nhật Bản sản xuất chế tạo hàng hóa văn hóa đại chúng và tiếp thị trên quy mô lớn nhờ mối quan hệ hàng hóa hóa liên tục và tích cực giữa các ngành công nghiệp văn hóa với khán giả. Năm 2019, Noah Smith của The Economic Times gợi ý chính phủ Nhật Bản nên sử dụng các ưu đãi tài chính để khuyến khích các công ty sản xuất giải trí xuất khẩu sản phẩm của họ, đồng thời trao một số lượng lớn các bản hợp đồng cho những công ty tiếp thị và quảng cáo nhỏ hơn thay vì các công ty lớn (Dentsu, Hakuhodo), hướng các nguồn lực vào những thị trường mà Nhật Bản đã thành công trong việc thâm nhập thị trường nước ngoài. Eyal Ben-Ari và Nissim Otmazgin chỉ ra rằng các chính sách của chính phủ Nhật Bản đang khuyến khích xuất khẩu văn hóa đại chúng Nhật Bản bằng cách hỗ trợ các công ty lớn nhưng 'các công ty nhỏ và các công ty khởi nghiệp mạo hiểm mới chính là trái tim sản xuất văn hóa đại chúng'. Toutiao khen ngợi Cool Japan tạo nên quyền lực mềm khi ''người nước ngoài quan tâm đến các thương hiệu Nhật Bản (như anime, phim truyền hình Nhật Bản, sushi, takoyaki,...), vận hành một nền văn hóa thú vị không thể bị bắt chước từ góc độ quan điểm sở hữu trí tuệ (sản phẩm, triết lý,  dịch vụ đều độc nhất), truyền tải nét đẹp quyến rũ Nhật Bản tới thế hệ trẻ nước ngoài mà chủ yếu là vị thành niên (thị trường tiêu dùng của tương lai); Toutiao hy vọng Trung Quốc có thể tích cực học hỏi từ Nhật Bản để xuất khẩu văn hóa và nâng cao ảnh hưởng quốc tế.

### Chỉ trích
Một bài xã luận trên Yomiuri Shimbun lập luận rằng chính phủ Nhật Bản đã không hành động đủ nỗ lực để thúc đẩy lãi thương mại của quốc gia trong lĩnh vực này, cho phép Hàn Quốc nổi lên như một đối thủ cạnh tranh. Bài xã luận đã nhấn mạnh sự thiếu hiệu quả về cơ cấu khi Bộ Kinh tế, Thương mại và Công nghiệp quảng bá Cool Japan, Bộ Ngoại giao chịu trách nhiệm trao đổi văn hóa, Bộ Nông nghiệp, Lâm nghiệp và Thủy sản phụ trách về ẩm thực Nhật Bản. Giảng viên Roland Kelts cũng cho rằng một thất bại trong việc phân biệt đầy đủ, nhãn hiệu, thu hút khán giả và thị trường nước ngoài có thể dẫn đến khả năng Cool Japan đã 'kết thúc'. Năm 2011, Laura Miller đã chỉ trích chiến dịch Cool Japan vì khai thác, bóp méo ngôn ngữ và thời trang tiểu văn hóa giới trẻ. Năm 2012, Chiang Chuck của Vancouver Sun cho rằng chính phủ Nhật Bản đã không tạo đủ những ảnh hưởng tối đa của văn hóa đại chúng Nhật Bản ở đỉnh cao, sự trỗi dậy của Hàn Quốc như một người chơi văn hóa trong thập niên 2000 tượng trưng cho một cơ hội đã mất và Cool Japan được hỗ trợ bởi bộ máy quan liêu của chính phủ Nhật Bản. Họa sĩ Murakami Takashi chỉ trích "tôi không thể hiểu tại sao các nghệ sĩ lại tham gia vào những mánh khóe của các công ty quảng cáo - những kẻ chỉ đơn giản là đang cố kiếm lợi nhuận với 'Cool Japan'". Nissim Otmazgin cho rằng khi thực hiện Cool Japan, các cơ quan và các bộ thuộc chính phủ Nhật Bản có sự canh tranh thường xuyên nguồn vốn, trách nhiệm chồng chéo, thiếu phối hợp, đấu tranh về uy tín. Năm 2013, Nancy Snow đã gọi Cool Japan như một hình thức tóm tắt lại văn hóa được chính phủ Nhật Bản tài trợ là tổng tuyên truyền quốc gia. Ca sĩ kiêm sáng tác nhạc Gackt chỉ trích chính phủ Nhật Bản trong năm 2015 bởi vì đã lập một ngân sách khổng lồ nhưng "không biết nên đưa số tiền đó đi đâu. Không có gì quá phóng đại khi nói rằng ngân sách đã rơi vào một vòng xoáy đi xuống khi đồng tiền thuế lãng phí đang chảy vào các công ty ít được biết đến", việc thiếu hụt sự hỗ trợ đang là nguyên nhân khiến Nhật Bản "tụt hậu so với các nước láng giềng châu Á về xuất khẩu văn hóa". Năm 2016, Benjamin Boas chỉ ra rằng những nỗ lực được gắn nhãn Cool Japan thường được quảng bá mà không có sự tham gia của người nước ngoài, bỏ qua quan điểm của những người nước ngoài mà Nhật Bản đang cố gắng nhắm mục tiêu. Năm 2015, chính khách Matsuda Kota nhận xét 'Cool Japan nên hỗ trợ các doanh nghiệp sáng tạo mới nhưng thay vào đó Cool Japan lại được kiểm soát bởi các công ty lớn' và những thứ người Nhật cho là thú vị nhưng có thể rất khác với suy nghĩ người nước ngoài (sushi, tempura, sukiyaki được người Nhật xem là tiêu chuẩn vàng của ẩm thực Nhật Bản nhưng thực tế ramen giảm giá lại bùng nổ hiện tại). Laurence Henry nói rằng xuất khẩu văn hóa đại chúng Nhật Bản thấp (chiếm 5% tổng doanh số của công nghiệp sáng tạo Nhật Bản năm 2012, công nghiệp nội dung của Nhật Bản chiếm 0,5% tổng sản lượng thế giới năm 2012) bởi vì thị trường nội địa phát triển mạnh mẽ và không tìm kiếm tăng trưởng ở nước ngoài, chính sách của chính phủ Nhật Bản đã hạn chế các cuộc cạnh tranh và bảo vệ lợi ích một số công ty sản xuất lớn ở Nhật Bản. Năm 2016, họa sĩ Murakami Takashi nhận xét Cool Japan là 'ngu ngốc, siêu ngu ngốc. Cái tên này rất hay, nhưng một số tiền khổng lồ chỉ dành cho quảng cáo, không có gì thực sự xảy ra, quá trình thực sự và nỗ lực sáng tạo văn hóa cần có thời gian, đó là một quá trình không bao giờ kết thúc'.
Năm 2017, một giám đốc điều hành cấp cao và một số nhân viên nam cấp cao của quỹ Cool Japan đã bị cáo buộc quấy rối tình dục các nhân viên nữ của quỹ, các nhân viên đã thành lập một công đoàn để đấu tranh chống lại quấy rối tình dục. Cùng năm 2017, nhà báo Saito Yuta của Nihon Keizai Shimbun chỉ trích tham vọng của quỹ vì "thiếu chiến lược và kỷ luật khiến gia tăng các dự án không có lãi", có thể gây xung đột lợi ích đối với các nhà quản lý điều hành. Năm 2018, Japan Today báo cáo rằng còn quá sớm để coi quỹ Cool Japan là "không đủ năng lực hoặc tham nhũng", nhưng ít nhất tính đến hiện tại thì quỹ Cool Japan "hoạt động kém hiệu quả". Năm 2018, Furuya Tsunehira của Newsweek chỉ trích những người thực hiện Cool Japan đã tạo ra một thực tế tệ như vậy do không hiểu gì về văn hóa Nhật Bản và hoàn toàn không hiểu nền kinh tế thị trường. Takashi Arimori của JBpress phê phán rằng "Hàn Quốc có thị trường nội địa nhỏ, buộc phải hướng ngoại. K-pop là một ví dụ thành công và điện ảnh Hàn Quốc đang tiếp bước. Chính sách văn hóa Cool Japan của nội các Abe đã bị Ký sinh trùng đánh gục". Đạo diễn Kore-eda Hirokazu chỉ trích Cool Japan vì những sáng kiến độc đoán và không hiệu quả.